# Geschichte Bremerhavens

Gliederung

Die Geschichte Bremerhavens ist auch die Geschichte der mittelalterlichen Orte Lehe, Geestendorf und Wulsdorf, die der Gründung von Bremerhaven, Geestemünde und des Fischereihafens sowie die der weiteren heutigen Stadt- und Ortsteile. Von 1924 bis 1947 gab es die Stadt Wesermünde, bestehend aus Lehe und Geestemünde.

## Orientierung zur Stadtgeschichte
- Fischereihafen
- Geestemünde
- Bahnhof Geestemünde
- Häfen in Bremerhaven
- Lehe
- Leherheide
- Schiffdorferdamm
- Surheide
- Weddewarden
- Wesermünde
- Wulsdorf

## Frühgeschichte
Im Mai 2019 entdeckten Archäologen bei Ausgrabungen an der Bütteler Straße im Stadtteil Lehe in 1,2 Metern Tiefe die Reste eines Wohnstallhauses aus der Eisenzeit. Neben weiteren gesicherten Befunden, wie Vorratsgruben und Keramikscherben, belegt ein Brunnen aus dem letzten Jahrhundert v. Chr. erste Siedlungsspuren.

## Mittelalter und Neuzeit

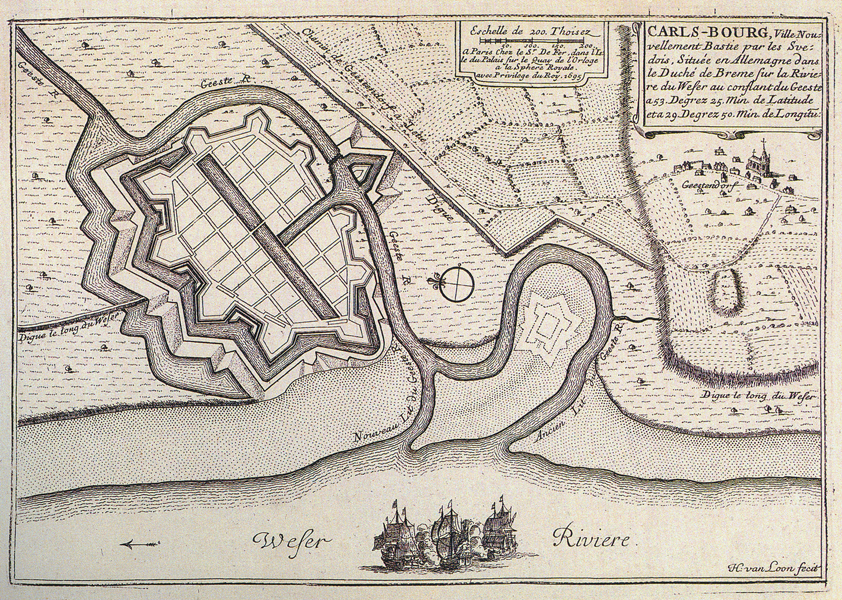
Plan der unvollendeten Stadtgründung Carlsburg Ende des 17. Jahrhunderts

Die älteste schriftliche Überlieferung zur Besiedlung des heutigen Bremerhavener Stadtgebiets reicht bis 1091 zurück. Damals wurde Weddewarden als die friesische Ansiedlung Widewrde in einer Urkunde des Erzstifts Bremen erwähnt, als zehn Friesen ihr Erbgut dem Erzbischof Liemar übertrugen und sie es als Lehen zurückerhielten. 1139 wurden die Kirchdörfer Geestendorf und Wulsdorf urkundlich genannt. Der zwischen 1273/8 erstmals erwähnte Flecken Lehe nördlich der Geeste gewann eine überörtliche Bedeutung als Amtssitz und Marktort mit minderstädtischen Rechten. Politisch stand das Gebiet an der Geestemündung lange im Widerstreit der Interessen des Erzbistums Bremen und der Stadt Bremen, wobei Lehe seine Rechte mehrfach durch Schutzverträge mit dem Bremer Rat zu wahren suchte.
1648/54 kam das Gebiet mit dem gesamten Erzbistum Bremen unter die Hoheit Schwedens, das ab 1672 an der Mündung der Geeste in die Weser mit der Festungsstadt Carlsburg einen Stützpunkt errichten wollte, dieses Vorhaben jedoch nicht vollenden konnte. 1719 ging das Gebiet nach kurzzeitiger dänischer Besetzung endgültig auf das Kurfürstentum Braunschweig-Lüneburg – ab 1814 Königreich Hannover – über.

## Gründung Bremerhavens

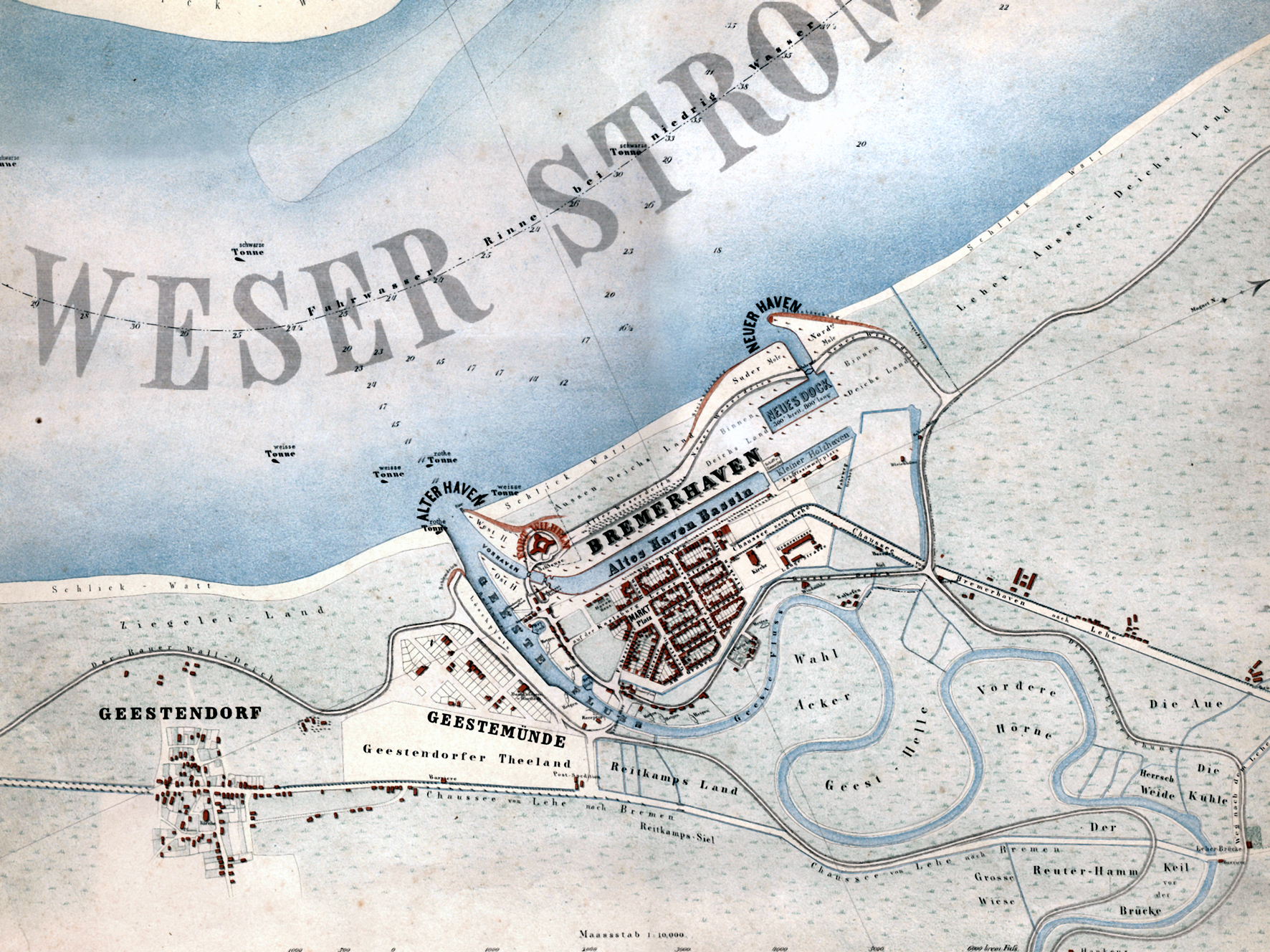
Karte Bremerhavens aus dem Jahr 1849

Wegen der zunehmenden Versandung der Weser erwies sich Bremens erster Vorhafen Vegesack schon im Laufe des 18. Jahrhunderts als unzureichend. Nach langen, teils geheimen, Verhandlungen gelang es dem Bremer Senat, dem Königreich Hannover ein 88,7 ha großes geeignetes Gelände an der Nordseite der Mündung der Geeste in die Außenweser für 73.658 Taler, 17 Groschen und 1 Pfennig abzukaufen, bestehend aus den verfallenen Anlagen der Carlsburg und dem umgebenden Deichvorland. Der Kaufvertrag wurde am 11. Januar 1827 von dem Leiter des Departements für auswärtige Angelegenheiten (Minister) des Königreichs Hannover Friedrich Franz Dieterich von Bremer und von dem Bremer Bürgermeister Johann Smidt unterzeichnet. Die offizielle Übergabe an die Freie Hansestadt Bremen fand am 1. Mai 1827 statt. Danach wurde ein erstes künstliches Hafenbecken, der Alte Hafen, angelegt und am 1. September 1830 fertiggestellt. Als erstes festes Gebäude aus Stein wurde 1829 das Bremische Amtshaus am Hafen errichtet. 1837 wurde eine vorläufige Gemeindeordnung für Bremerhaven eingeführt. Die ersten Amtmänner, die den Aufbau der Stadt voranbrachten, waren von 1827 bis 1832 Johann Heinrich Castendyk und von 1832 bis 1850 Johann Daniel Thulesius.
1842 brachte der Verleger Paulus Friedrich Lamberti das für Bremerhaven bestimmte Wochenblatt Bremerleher heraus, das 1869 mit dem Namen Volksblatt an der Nordsee bzw. Volksblatt an der Weser an die Nordsee-Zeitung verkauft wurde und sein Erscheinen einstellte.
1845 gründete das Königreich Hannover im Süden Bremerhavens nördlich der alten Siedlung Geestendorf an der Südseite der Geestemündung eine neue Siedlung und legte dort am Ufer der Geeste einen Hafen als Konkurrenz zu Bremerhaven an. Die Neuanlage erhielt am 26. Juni 1847 den Namen Geestemünde. Das hannoversche Fort Wilhelm (1834 errichtet), sowie die Dockbatterie (1849 am Neuen Hafen angelegt) und das Turmfort (1865 fertiggestellt) sollten zum Schutz der Häfen dienen, kamen aber nie zum Einsatz, sondern wurden 1866 im Krieg zwischen Preußen und Österreich kampflos von preußischen Truppen besetzt.
1847 wurde Bremerhaven mit der Washington Ausgangspunkt der ersten Dampfschiffslinie von Europa nach Amerika. Schon bald entwickelte sich der Ort zu einem bedeutenden Überseehafen. Von 1847 bis 1852 entstand der Neue Hafen. Er war 480 Meter lang und 90 Meter breit. 1849/50 wurde mit dem Auswandererhaus am heutigen Standort der Hochschule das damals größte Gebäude der Stadt errichtet, das bis 1865 diesem Zweck diente. Es wurden hier 283.415 Personen untergebracht. 1854 wanderten von Bremerhaven 76.875 Menschen aus; der Hafen wurde damit zum größten Auswandererhafen Europas. Danach war das Haus u. a. bis 1886 Kaserne und von 1892 bis 1974 Brauereigebäude.
Zwischen 1848 und 1852 war die Stadt Sitz der Seezeugmeisterei, des Arsenals der deutschen Reichsflotte während der Schleswig-Holsteinischen Erhebung. 1851 erfolgte die erste Durchfahrt von Schiffen der Flotte von Admiral Brommy durch die neue, eiserne Schleuse zum Neuen Hafen, mit einer Größe von 230 × 85 Meter. Die Kriegsflotte wurde 1852/53 in Bremerhaven versteigert.
1850 wurde Geestemünde zu einer Landgemeinde im Amt Lehe erhoben. Am 18. Oktober 1851 erhielt Bremerhaven nach erheblichen Druck aus der Bevölkerung an Stelle der vorläufigen Gemeindeordnung von 1837 eine neue Stadtverfassung und das Stadtrecht. Die Rechte des Amtmanns Georg Wilhelm Gröning (1817–1871) und des Gemeinderats wurden deutlich gestärkt. Diese Verfassung galt bis 1879. Von 1861 bis 1905 wurde das Gebiet Bremerhavens mehrmals erweitert; 1861 um 21 Hektar.

## Wachstum Bremerhavens

### Bis 1918

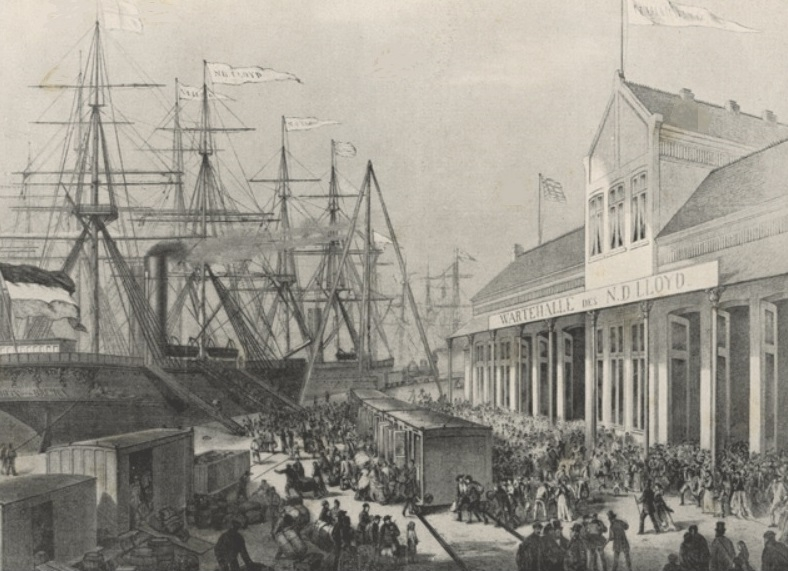
Das Abfertigungsgebäude des Norddeutschen Lloyd am Neuen Hafen

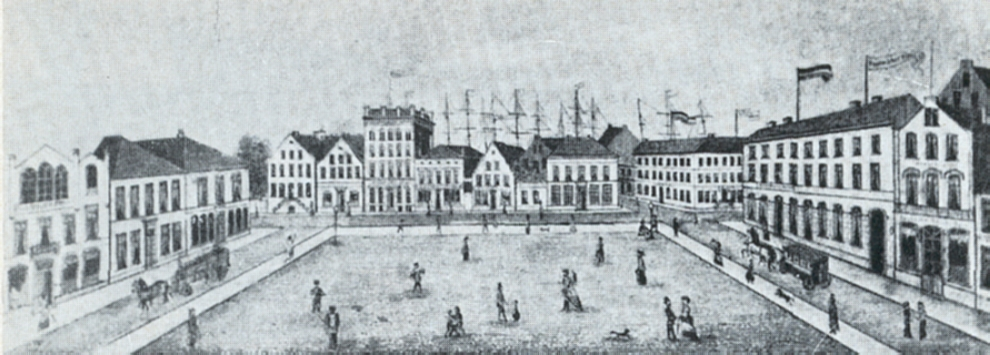
Bremerhavener Marktplatz um 1880 (später Theaterplatz, heute Theodor-Heuss-Platz)

Bremerhaven um 1901

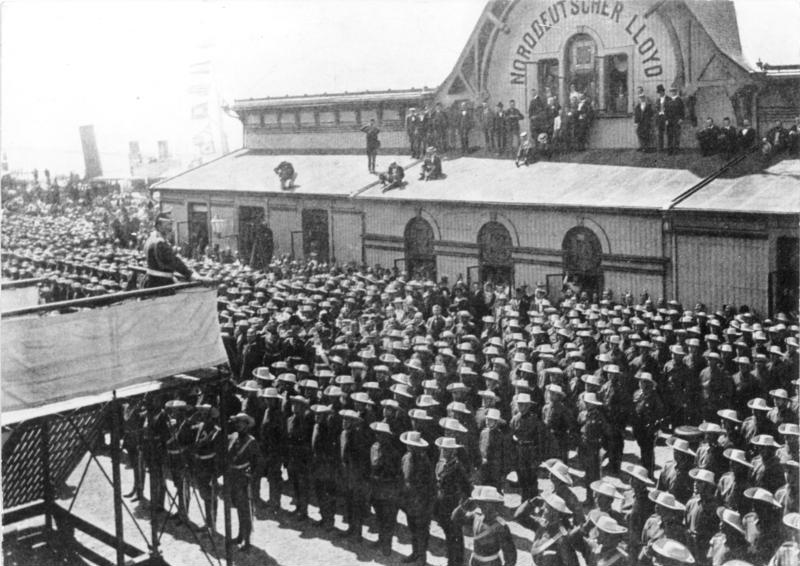
1900: Verabschiedung des deutschen Ostasiatischen Expeditionskorps durch Kaiser Wilhelm II.

Der Norddeutsche Lloyd (NDL) hatte einen maßgeblichen Einfluss auf die wirtschaftliche Entwicklung der Stadt. 1858 wurde mit den 2.674 BRT großen Dampfschiffen Bremen und New York ein regelmäßiger Linienbetrieb zwischen dem Neuen Hafen in Bremerhaven und New York eingerichtet. In den folgenden Jahren kamen Passagierverbindungen nach Baltimore und New Orleans hinzu. 1862 erhielt Bremerhaven mit der Geestebahn von Bremen einen für den Passagierverkehr wichtigen Eisenbahnanschluss. Der NDL richtete 1863 am Alten Hafen sowie am Neuen Hafen zwei Reparaturwerkstätten ein. 1881 war der NDL die größte Reederei der Welt. Von 1876 bis 1879 entstand der Kaiserhafen I, dann bis 1897 die Kaiserschleuse und bis 1907 und 1909 die Kaiserhäfen II und III.
Die Wasserversorgung von Bremerhaven erfolgte seit 1853 von Lehe aus, wo Schwoons Wasserturm (Ausbau 1902) in der Hafenstraße entstand. Seit den 1870er Jahren wurde das Leitungsnetz ausgebaut, und 1885 übernahm Bremerhaven die Wasserversorgung u. a. durch ein Wasserwerk in Langen und den Wasserturm Langener Landstraße.
Das Correspondenzblatt für Bremerhaven erschien seit 1856. 1866 wurde die Nordsee-Zeitung vom Ortsvorsteher Johann Bohls und von A.E. Lachmann in Geestemünde gegründet. 1895 gründete Josef Ditzen die Nordwestdeutsche Zeitung in Bremerhaven. Daraus wurde nach 1947 die regionale Zeitung für ganz Bremerhaven mit dem Namen Nordsee-Zeitung.
Der Leuchtturm Bremerhaven, geplant von Simon Loschen, entstand 1854. Seit 1857 stand auf der Alten Mole an der Einfahrt zum Alten Hafen ein kleines Leuchtfeuer (Gemälde von Carl Fedeler); seit 1914 steht stattdessen weiter westlich das bestehende Leuchtfeuer Geestemole Nord.
1855 wurde die nach Plänen von Loschen gebaute Bürgermeister-Smidt-Gedächtniskirche eingeweiht. 1863 wurde die erste kleine evangelisch-lutherische Kreuzkirche an der Ecke Lange Straße (heute Rampenstraße)/Keilstraße eingeweiht. 1864 wurde die Leher Straße in Bürgermeister-Smidt-Straße umbenannt; später wurde sie kurz die Bürger genannt. 1864 folgte der Ausbau der Schleusenstraße, die nun den Namen Lloydstraße erhielt. Seit 1865 war das Gaswerk am Bürgermeister-Donandt-Platz in Betrieb, und die ersten Gaslampen im Ort und Petroleumlampen am Hafen brannten. 45 Tonnen konnte der neue Riesenkran von 1866 am Neuen Hafen tragen. Lehe und Geestemünde wurden preußisch.
1867 wurden zwei neue städtische Schulgebäude eingeweiht: die Volksschule an der Langen Straße (heute Prager Straße) und die Realschule (zuvor Bürgerschule) an der Grünen Straße (heute Grazer Straße) (später Höhere Mädchenschule). 1869 gründete der Gewerbeverein die Gewerbeschule. Die Töchterschule von Doris Bertholdi von 1839, nun unter Leitung von Anton Koch, zog um in einen Neubau an der Grünen, heute Grazer Straße. 1867 gründete sich das Stadttheater Bremerhaven; 1911 wurde die heutige Spielstätte nach Plänen von Oskar Kaufmann gebaut.
1873 wurde die Kanalisation bis zur Lloydstraße fertiggestellt. Eine Knabenschule an der Grenzstraße (ab 1910 Goetheschule), die Stadtbibliothek und das Museum für Natur- und Völkerkunde wurden eröffnet.
1874 erhielten bei Reichstagswahlen die Nationalliberalen 68 % und die Sozialdemokraten (SDAP) 32 % der Stimmen. 1877 kamen die Nationalliberalen auf 60 % und die SDAP auf 40 % der Stimmen.

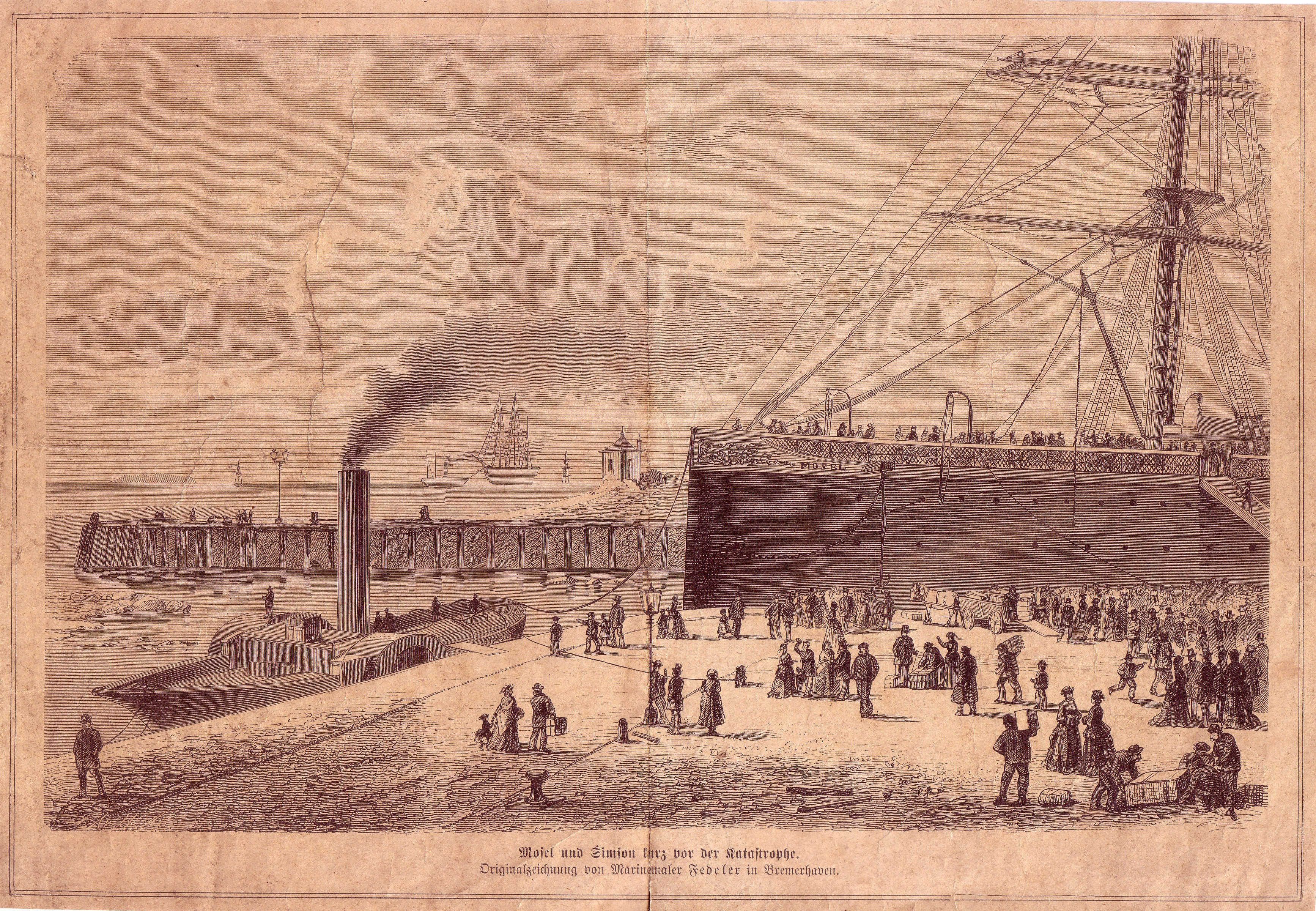
Die Simson und die Mosel kurz vor dem Bombenanschlag an der Kaje in Bremerhaven

1875 kam es zur Thomas-Katastrophe, bei der eine Bombe 81 Tote und 200 Verletzte forderte. Der Kanadier William King Thomas wollte das Schiff Mosel zum Zweck eines Versicherungsbetruges auf offener See sprengen. Der Sprengsatz detonierte schon beim Beladen des Schiffes.
1876 wurde der Kaiserhafen I (600 × 115 Meter groß) als drittes Hafenbassin mit der kleinen Kaiserschleuse nach dreijähriger Bauzeit fertiggestellt.
Am 1. Oktober 1879 trat eine neue Stadtverfassung in Kraft, wonach Bremerhaven im Land Bremen eine weitergehende Selbstständigkeit erhielt. 1880 wurde deshalb als hauptamtlicher Stadtdirektor der Jurist Hermann Gebhard bestimmt, der das Amt bis 1890 ausübte. Das erste Stadtwappen wurde vom Senat verliehen. Gleichzeitig erhielt die benachbarte hannoversche/preußische Gemeinde Lehe stadtähnliche Rechte. Lehe hatte 1834 und 1848/49 das angebotene Stadtrecht abgelehnt.
1879 entstand die Navigationsschule an der Bussestraße, die 1884 zum Städtischen Technikum wurde.
Die erste Pferdebahn der Straßenbahn Bremerhaven fuhr seit 1881 vom früheren Bahnhof Geestemünde an der Bahnhofsallee (heute Klußmannstraße) durch Alt-Bremerhaven zur Wurster Straße in Lehe zum Pferdebahndepot. 1908 wurde sie zur elektrischen Straßenbahn mit Oberleitung umgerüstet. Bis 1982 fuhren Straßenbahnen in Bremerhaven.
1882 entstand mit Spendenmitteln von Rickmers ein Krankenhaus an der Bogenstraße. Die Realschule wurde zum Gymnasium ausgebaut. 1883 wurde die Telefonleitung von Bremen nach Bremerhaven eröffnet, damals die längste Telefonleitung Deutschlands. 24 Teilnehmer erhielten einen Anschluss.
1884 gab der Geestemünder Friedrich Busse einen Hochseefischdampfer bei der Bremerhavener Wencke-Werft in Auftrag. Nach dessen Indienststellung wurde er zu einem bedeutenden Fischhändler.
Die Gemeinde Geestendorf wurde am 1. April 1889 nach Geestemünde eingegliedert, das etwa 15.000 Einwohner hatte.
1890 wurde die Städtische Sparkasse Bremerhaven im Stadthaus an der Bürger eröffnet. Zuvor waren 1866 und 1869 zwei private Sparkassen sowie 1869, 1873 und 1888 drei Banken gegründet worden. Die Städtische Sparkasse bezog 1904 ihr eigenes Gebäude im Stil der Neurenaissance an der Bürger Nr. 24. 1939 wurde sie in die Städtische Sparkasse Wesermünde überführt, aus der 1947 die Städtische Sparkasse Bremerhaven wurde. 1893 gründete sich die erste Berufsfeuerwehr in Bremerhaven.
Der Norddeutsche Lloyd stellte 1897 den Schnelldampfer Kaiser Wilhelm der Große in Dienst, welche das Blaue Band für die schnellste Atlantiküberquerung von Bremerhaven nach New York gewann. Es folgten bis 1907 drei weitere Passagierdampfer, die Kronprinz Wilhelm, die Kaiser Wilhelm II. und die Kronprinzessin Cecilie.
Am 27. Juli 1900 kam Kaiser Wilhelm II. nach Bremerhaven und hielt hier seine sogenannte Hunnenrede. Anlass der Rede war die Verabschiedung des deutschen Ostasiatischen Expeditionskorps zur Niederschlagung des Boxeraufstandes im Kaiserreich China. Infolge dieses Aufstandes wurde ab 1900 der Reichspostdienst nach China unter anderem durch 14 Lloydschiffe verstärkt. 1903 eröffnete Julius Schocken das Kaufhaus Schocken.
Auf Betreiben von Wilhelm Klußmann erhielt die Landgemeinde Geestemünde mit etwa 27.000 Einwohnern im Jahre 1913 Stadtrechte (kreisfreie Stadt). Am 1. April 1920 wurde Lehe kreisfreie Stadt, und Wulsdorf (4830 Einwohner) wurde ein Ortsteil der kreisfreien Stadt Geestemünde. 1919 entstand das gemeinsame Arbeitsgericht in Lehe für die Bereiche Bremerhaven, Lehe und Geestemünde sowie die Landkreise Lehe und Geestemünde. Zwei Sportvereine schließen sich 1919 zum Allgemeine Turn- und Sportverein Bremerhaven von 1859 (ATSB) zusammen. In Bremerhaven wurde die Volkshochschule eröffnet.

### 1918 bis 1924
Am 6. November 1918 bildete sich an der Unterweser ein Arbeiter- und Soldatenrat, dessen Vorsitzender der Gewerkschaftssekretär August Stampe (MSPD) war. Der Rat gibt eine Denkschrift über die Zusammenarbeit der Unterweserorte heraus. Im Januar 1919 nahmen 20.000 Bürger an einer Kundgebung des Arbeiterrates, der Gewerkschaften und der Mehrheitssozialdemokratische Partei (MSPD) teil, die sich gegen die kommunistische und spartakistische Politik richtete. Bei den dann folgenden Wahlen zur Deutschen Nationalversammlung erhalten die MSPD 51,1 %, die bürgerlichen Parteien 35,7 % und die USPD 13,2 % der Stimmen. Im Bremerhavener Arbeiterrat sind von der MSPD 15 Vertreter und 6 von der USPD und den Kommunisten. Im Februar 1919 besetzen Soldaten der Division Gerstenberg unter Oberst Wilhelm Gerstenberg im Rahmen der Niederschlagung der Bremer Räterepublik auch die Unterweserstädte. Bei den Wahlen zur Bremer Nationalversammlung im März 1919 werden aus Bremerhaven fünf Abgeordnete von der MSPD, zwei von der USPD und ein bürgerlicher Vertreter (Waldemar Becké) gewählt. August Stampe (MSPD) wurde im April 1919 der erste Senator im Senat der Freien Hansestadt Bremen, der aus Bremerhaven kommt.
Lehe und Bremerhaven gründeten 1921 eine Gasgemeinschaft mit dem Gaswerk Hansastraße. Und die Gebäude der Gasanstalt am Wischacker in Lehe wurden an Seebeck verkauft. 1921 wurde die Volksbühne Bremerhaven gegründet. 1922 wurde eine neue Stadtverfassung für Bremerhaven beschlossen. Der Zollinlandbahnhof schloss 1923 und der Sportvereine ATSB, Bremerhaven 93 und SC Sparta richteten ab 1926 eine Sportanlage auf dem ehemaligen Rangiergelände ein. Das Zollinlandstadion war später Mittelpunkt der oberen Fußballmannschaften und hatte von 1956 bis um 1980 (?) eine Tribüne. 1925 fuhr die erst Omnibuslinie vom Hauptbahnhof nach Schiffdorf. Die Polizeikaserne an der Kaiserstraße (heute Bürger) wurde bezogen. 39 Kilometer war 1927 das Schienennetz der Straßenbahn lang.

## Entstehung Wesermündes (1924–1945)

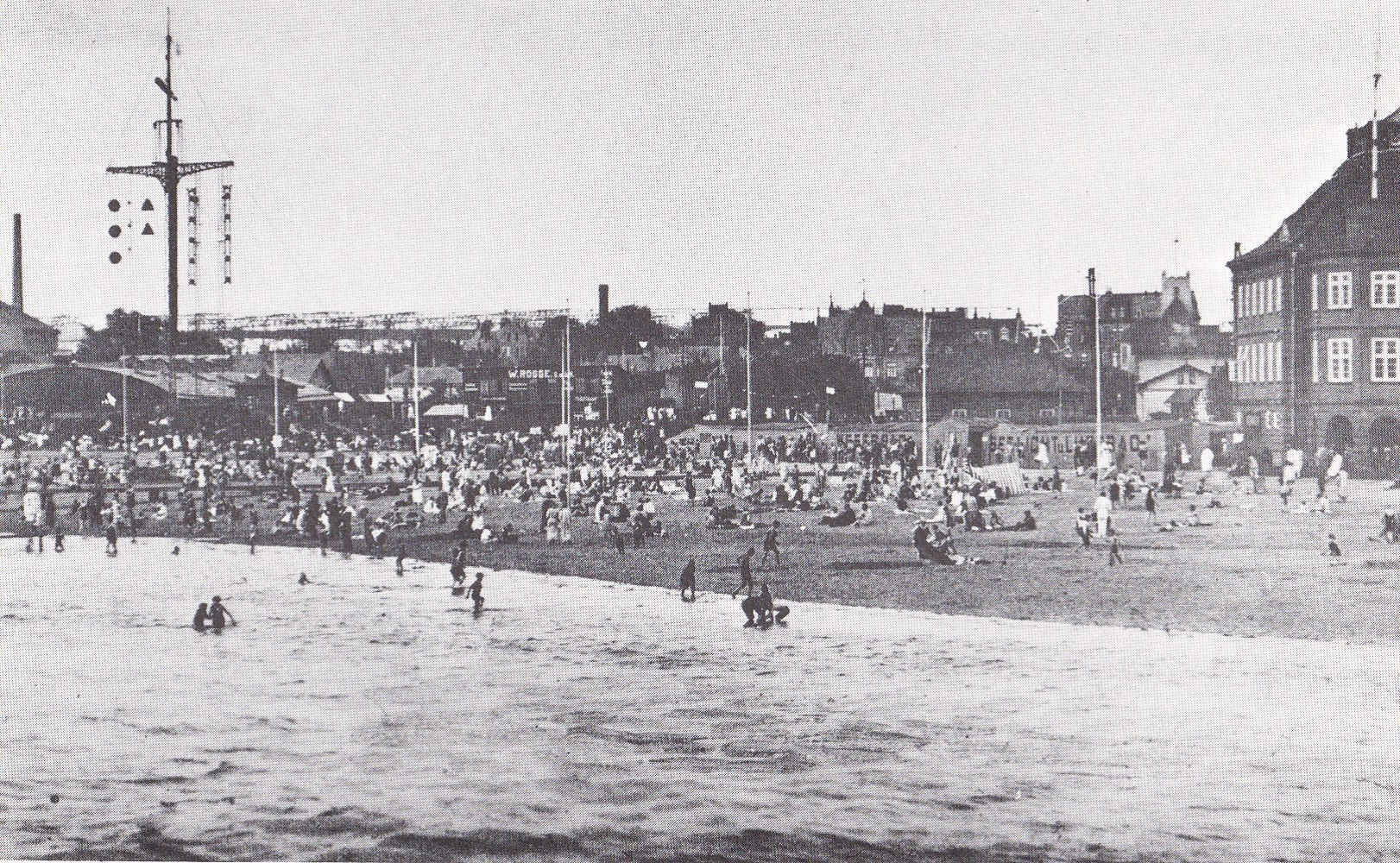
Weserbad, Wasserstandsanzeiger und Lotsenhaus (1926)

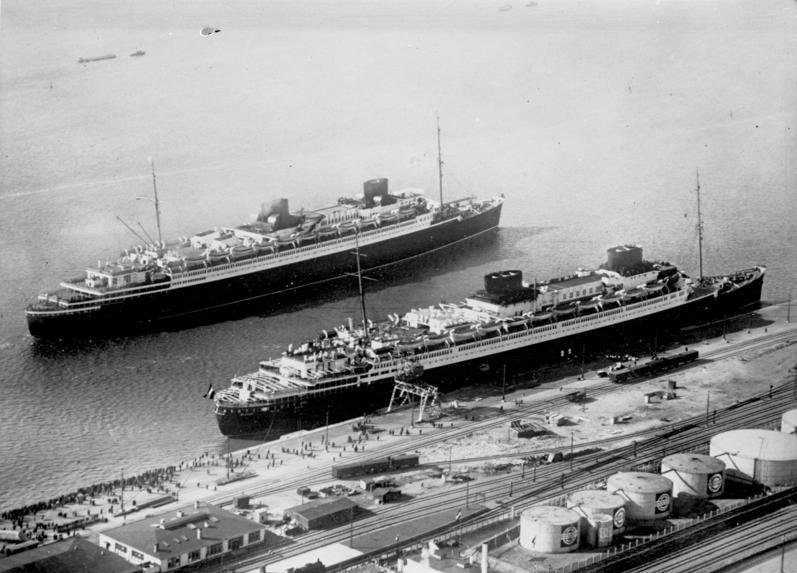
Bremen (oben) und Europa (1930)

Am 1. November 1924 wurden die benachbarten preußischen Städte Lehe mit etwa 40.000 Einwohnern und Geestemünde mit etwa 30.000 Einwohnern zur Stadt Wesermünde vereinigt. Walter Delius (DVP, ab 1933 NSDAP), seit 1917 Bürgermeister bzw. Oberbürgermeister von Geestemünde, war von 1924 bis 1945 Oberbürgermeister der neuen Stadt Wesermünde. Bremerhaven gehörte bis 1939 weiterhin zur Hansestadt Bremen.
1925 wurde die erste Buslinie Bremerhavens nach Schiffdorf eingerichtet. Am 1. April 1927 wurden Weddewarden, Schiffdorferdamm und Speckenbüttel nach Wesermünde eingegliedert. Vom Verkehrslandeplatz Weddewarden von 1926 gab es Verbindungen nach Helgoland und zu den ostfriesischen Inseln. 1927 erfolgte die Gründung der gemeinnützigen Wohnungsfürsorge Bremerhaven/Wesermünde durch den Mieterverein. Die Stadthalle am Alten Volksgarten an der Deichstraße wurde eingeweiht. 1928 wurden die Tiergrotten im Zoo am Meer mit dem Nordsee-Aquarium von 1913 auf dem Außendeichgelände der Weser eröffnet und bald darauf vergrößert. Nach dem Tod von Georg Seebeck 1928 wurde die Seebeckwerft Teil der bereits 1926 gegründeten Deschimag.
Durch die bis 1928/29 abgeschlossene zweite Weserkorrektion nach Plänen von Strombaudirektor Ludwig Plate erreichte auch die Außenweser eine tiefere Fahrrinnentiefe für größere Schiffe. 1929 und 1930 starteten die beiden Passagierdampfer Bremen und Europa von Bremerhaven; jede errang das Blaue Band. Von 1925 bis 1927 entstanden die Columbuskaje und von 1928 bis 1931 die Nordschleuse mit dem Wendebecken für die großen Schiffe und wurde 1930 das Kaiserdock II des NDLs auf 335 Länge vergrößert. 1930 wurden in den Häfen von Bremerhaven 811,00 Tonnen umgeschlagen. Das Land Preußen und die Hansestadt Bremen beschlossen 1930 die Gründung der Fischereihafen-Wesermünde-Bremerhaven-GmbH und der Fischereihafen im Alten Hafen wurde 1935 aufgegeben.
1938 wurde das Hafengebiet Bremerhavens ausgegliedert und der Stadt Bremen angeschlossen (Stadtbremisches Überseehafengebiet Bremerhaven). Am 1. November 1939 wurden Bremerhaven und Wesermünde zusammengelegt; die neue Großstadt mit über 100.000 Einwohnern mit dem Namen Wesermünde gehörte zur preußischen Provinz Hannover. Das Gymnasium in Bremerhaven erhielt 1938 den Namen Bürgermeister-Smidt-Schule, Oberschule für Jungen. Das Postamt Bremerhaven befand sich seit 1939 an der nördlichen Kaiserstraße (heute Bürger).
Durch Brandstiftung brannte der Schnelldampfer Bremen im März 1941 an der Columbuskaje aus. Trotz starker Befestigung durch die Marine-Flak erfolgten im Zweiten Weltkrieg 52 Luftangriffe auf Wesermünde. Dabei wurden in der Stadtmitte 97 %, in Geestemünde 75 % und in ganz Wesermünde 56,5 % der Bebauung vernichtet. Bis Januar 1945 kamen 1142 Menschen ums Leben. Am 7. Mai 1945 besetzten britische Truppen die Stadt. Die amerikanischen Streitkräfte lösten die Briten im Mai 1945 ab.

## Zeit des Nationalsozialismus (NS-Zeit)
Der Nationalsozialismus in Bremerhaven ist schon 1922 nachweisbar. Ab Februar 1933 wurden Kommunisten, Sozialdemokraten, Gewerkschafter und andere von den Nationalsozialisten verfolgt.

## Nach dem Zweiten Weltkrieg

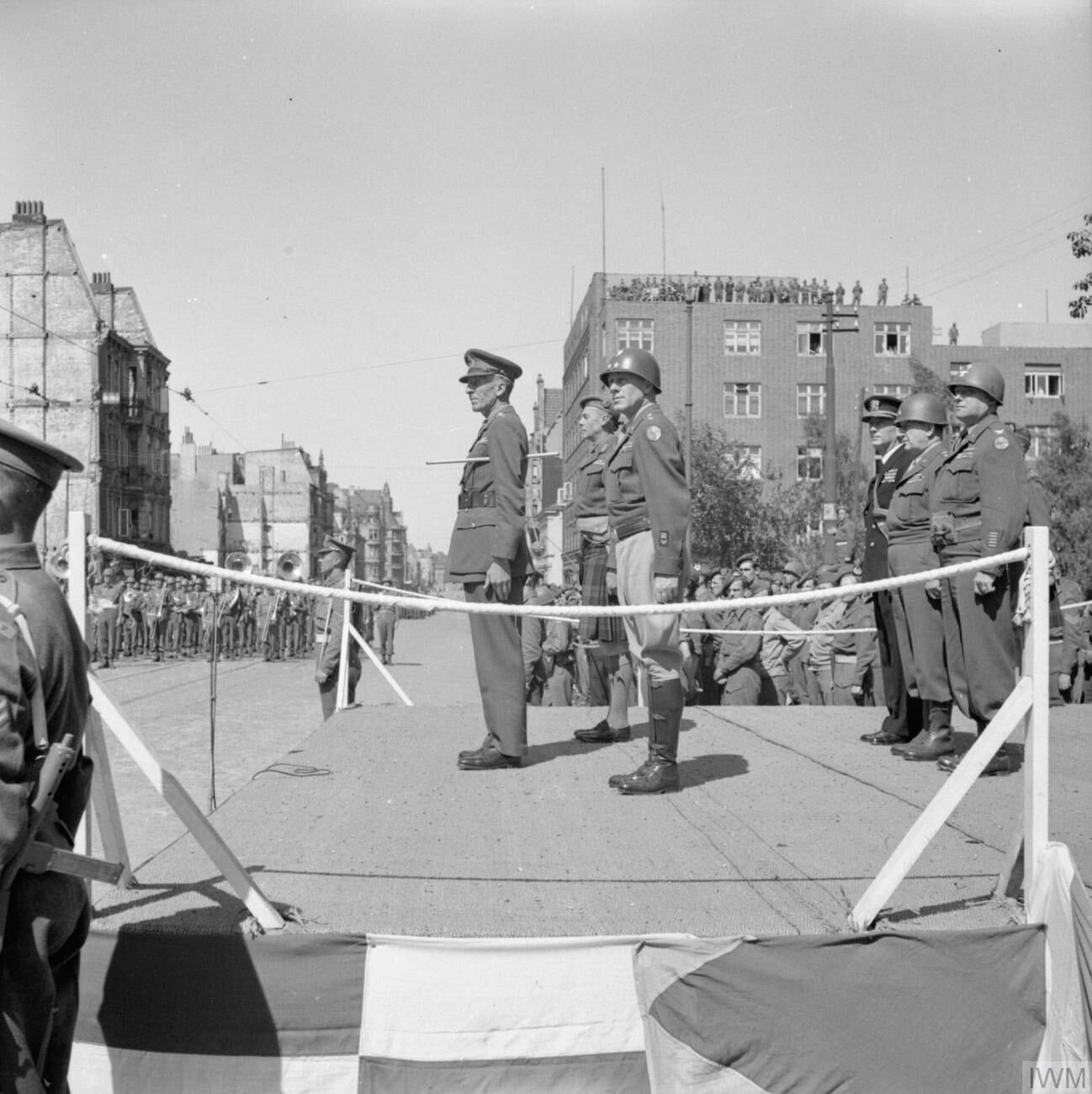
Besatzerwechsel in Bremerhaven mit u. a. Generalleutnant Brian Horrocks (GB), Generalmajor H. A. McMillan (GB) und Generalmajor C. H. Gerhardt (USA)

### Stützpunkt der US-Truppen
Nach 1945 wurde Bremerhaven eine Enklave der amerikanischen Besatzungszone in der britischen Zone. Die USA benötigten in Norddeutschland einen Nachschubhafen als Port of Embarkation, um die Versorgung ihrer hauptsächlich in Süddeutschland stationierten Verbände über den Seeweg abwickeln zu können. Von 1945 bis 1994 organisierte die amerikanische Carl-Schurz-Kaserne in Weddewarden die Versorgung der US-Truppen in Deutschland. American Forces Network verbreitete bis 1993 Radiosendungen für die US-Truppen. Die Amerikaner verlegten in den 1960er Jahren ihren Nachschub auf den Luftweg über die Rhein-Main Air Base. Damit wurden der Flugplatz in Weddewarden und die vielen Wohnblocks der Soldatenfamilien in Lehe und Geestemünde nach und nach aufgegeben. 1983 wurden im Rahmen der Aktion gegen die MGM-31 Pershing Blockaden auf der Mutlanger Heide und in Bremerhaven/Nordenham organisiert. 30.000 Menschen umlagerten aus Protest gegen die Stationierung von Mittelstreckenraketen die US-Kaserne und blockierten den Hafen.

### Wiederaufbau Bremerhavens
Am 21. Januar 1947 wurde durch die Deklaration Nr. 3 des amerikanischen Militärgouverneurs in Deutschland die Stadt Wesermünde rückwirkend zum 1. Januar 1947 in das Land Bremen eingegliedert und am 10. März 1947 durch den Bremer Senat in Bremerhaven umbenannt. Im Mai 1947 führte die Stadtverordnetenversammlung das neue Wappen mit der Kogge und drei Segeln ein. Die Stadt gab sich am 1. Oktober 1947 eine neue Verfassung auf der Grundlage der Bremer Landesverfassung. Bremerhaven hatte 1947 rund 115.000 Einwohner; im Siedlungsraum lebten rund 170.000 Menschen. Am 13. Februar 1947 tagte die Bremische Bürgerschaft (Landtag) erstmals wieder mit zwanzig Abgeordneten aus Bremerhaven. 1947 gründete sich neu die Volkshochschule unter der Leitung von Ella Kappenberg (1897–1988). Am 27. Oktober 1947 erschien wieder die erste Nummer die liberal-konservativen Nordsee-Zeitung mit der Unterzeile: „unabhängige, unparteiliche, unzensierte Zeitung“. Oberleitungsbusse der Verkehrsgesellschaft Bremerhaven AG (VGB) verkehrten erstmals vom Hauptbahnhof nach Schiffdorf.
Seit Dezember 1948 begann wieder der Schiffbau kleiner Schiffe auf den Werften. 1948 gelang der Fußballmannschaft von Bremerhaven 93 der Aufstieg in die Oberliga Nord; damals in Norddeutschland die höchste Liga. Die Fahrgastanlage I auf der Columbuskaje wurde seit 1949 aufgebaut. Der Oberleitungsbus wurde ab 1949 vom Hauptbahnhof zum Stadthaus via Stresemannstraße erweitert. Ein Bananendampfer versorgte Ende 1949 wieder den Hafen. 1950 waren schon 118 Fischdampfer im Fischereihafen stationiert, rund die Hälfte der deutschen Fischereiflotte. Der Fischereihafen wurde ausgebaut, zuerst mit der Halle X-Nord. Seit 1948 finden jährlich die Fischereihafen-Motorradrennen statt. Der die Stadt umgebene Landkreis Wesermünde konnte 1950 sein Kreishaus in der Borriesstraße wieder betreiben. Die Gewerblichen Lehranstalten unterrichteten seit 1950 im Gebäude des ehemaligen Gymnasiums an der Grazer Straße. Im Bürgerpark sendete seit 1950 der Sendemast Programme von Radio Bremen. Das Vergnügungslokal Seebeck am Markt wurde 1950 eröffnet. In den 1950er Jahren befanden sich 14 Kinos in der Stadt, keines davon in Bremerhaven-Mitte. Dazu gehörten die Kinos Admiral, Aladin, Astoria, Atlantis, Capitol, Central/City, Elektra, Europa/Apollo, Gloria/Cinema, Kamera, Odeon, Rex, Tivoli, Wulsdorfer/Weser Lichtspiele, das Bahnhofskino im Hauptbahnhof und die Schauburg in der Johannesstraße.
Karl Franzius hatte wesentlichen Anteil am Wiederaufbau Bremerhavens, besonders der Gebäude an der Bürgermeister-Smidt-Straße.
Schulen: Die Alt-Leher Schule von 1801/1861 wurde 1945 als Zwingli-Schule eine Grundschule. Die Hauswirtschaftlichen Lehranstalten an der Grenzstraße und die Allmersschule in Geestendorf konnten 1951 und die Kaufmännischen Lehranstalten am Max-Eyth-Platz 1953 eingeweiht werden. Es folgten 1952 die Weddewardener Schule und die Hermann-Löns-Schule in Geestemünde, 1954 die Schillerschule an der Lloydstraße, 1956 die Goetheschule an der Deichstraße und die Kantschule an der Flensburger Straße, 1957 die Gorch-Fock-Schule an der Klußmannstraße in Geestemünde, die Gaußschule I und II an der Gaußstraße in Lehe und die Jungfischerschule am Seedeich (bis 1962), 1958 die Wilhelm-Busch-Schule an der Straße Auf der Bult in Grünhöfe.
1952 wurde auch die Fahrgastanlage I der verlängerten Columbuskaje und der Ausbau der Rickmersstraße fertig (incl. zweigleiser Ausbau der Straßenbahn zwischen Fritz-Reuter-Platz und Hafenstraße, siehe Gleisplan rechts) sowie die neue Hauptstelle der Sparkasse an der Bürger (Erweiterung 1960) und die Seefahrtsschule an der Bussestraße. Das 1944 zerstörte Stadttheater Bremerhaven konnte am 12. April 1952 mit 747 Plätzen mit Mozarts Oper Don Giovanni eröffnet werden. 1955 folgte das Kleine Haus des Stadttheaters. 1953 weihte Landesbischof Hanns Lilje die stark beschädigte, erneuerte Pauluskirche in Lehe wieder ein. 1953 wurde der erste Seenotkreuzer der Welt, die Bremen in Bremerhaven stationiert. Bei der Blink-Affäre von 1954 demonstrierten Bewohner und politische Gruppen sowie später die Werftarbeiter erfolgreich gegen die Enteignung von Wohnhäusern für die US-amerikanischen Truppen. 1955 entstand das erste Hochhaus in Bremerhaven am Freigebiet; es folgten 1960 weitere drei Hochhäuser an der Deichstraße. Bremerhaven 93 spielte 1955 in der Endrunde zur deutschen Fußballmeisterschaft. 1956 eröffnete das neu erbaute Stadtbad in Mitte, das 1986 geschlossen wurde. Ab 1956 wurde das Kraftfahrzeugkennzeichen AE (Amerikanische Enklave) durch HB ersetzt. 1957 war die engere Stadtumgehungsstraße als Bundesstraße 6 mit der Stremannstraße vom Stadthaus bis zum Flötenkiel fertig. 1957 verschwand die malerische Hexenbrücke über der Geeste. Seit 1959 fand der Jahrmarkt auf dem neuen Festplatz neben der Melchior-Schwoon-Straße statt.

### Ausbau
Auf der Grundlage des Wirtschaftsplanes Bremerhaven 1958 erteilte der Magistrat im Rahmen des Bundesbaugesetzes 1960 dem Stadtplaner Ernst May den Auftrag, einen Flächennutzungsplan (Generalbebauungsplan) für das gesamte Stadtgebiet aufzustellen. Ein Wirtschaftsgutachten von Isenberg und ein Verkehrsgutachten von Leibbrandt ergänzten den Plan. Durch die Pläne von May wurde der Stadtteil Mitte konsequent auf die Weser und die davorliegenden Hafenbecken ausgerichtet.

#### 1960
1960 nahm die neue Schiffsingenieurschule an der Columbusstraße den Unterricht auf. Daraus wurde 1975 die Hochschule Bremerhaven. Die Wiedereinweihung der Bürgermeister-Smidt-Gedächtniskirche erfolgte 1960. 1961 konnte das Tidesperrwerk bei Buschkämpen fertiggestellt und 1967 die Schiffdorfer Stauschleuse an der Geeste stillgelegt werden. Zeitgleich war das Sturmflutbauwerk an der Geeste in Betrieb genommen worden. Bei der großen Sturmflut 1962 am 16. Februar 1962 verhinderte das Sperrwerk und der Einsatz vieler Helfer bei den Deichbruchstellen an verschiedenen Stellen (u. a. beim Wasserstandsanzeiger in Mitte und in Weddewarden) eine sonst sichere Katastrophe. Das Hochwasser erreichte hier den Stand von 5,35 m ü. NHN. Die Kennedybrücke über dem Sperrwerk der Geeste wurde 1963 fertig. Ab 1963 bis 1965 entstand der 105 m hohe Radarturm an der Geeste und 1964 der Leuchtturm Alte Weser sowie der Leuchtturm Tegeler Plate an der Wesermündung. 1965 wurde deshalb auch das Feuerschiff Bremen III eingezogen.
Das Morgensternmuseum hat seit 1961 neue Ausstellungsräume in der Kaistraße 5–6. 1964 wurde die von Müller-Menckens geplante neue Kunsthalle am Theodor-Heuss-Platz eingeweiht. Auch der Erzhafen Weserport und die Autoumschlagstelle im Nordhafen wurden 1964 betriebsbereit. Ab 1966 nutzte die Stadtbibliothek seinen Neubau am Torfplatz. Die Erdgasleitung ist seit 1966 in Betrieb und das Gaswerk Schulstraße wurde geschlossen. 1966 ist die Columbusstraße als Hafenrandstraße ausgebaut worden. 1969 nahm das Gymnasium an der ehemaligen Jungfischerschule den Unterricht auf.
Das Blaue-Band-Schiff United States und seit 1959 das Lloyd-Schiff Bremen laufen Bremerhaven regelmäßig an. 1961–1962 wurde der Bahnhof am Meer an der Columbuskaje neu errichtet. 1971 konnten die ersten Liegeplätze am Container-Terminal in Betrieb genommen werden und Bürgermeister Hans Koschnick (SPD) weihte den Terminal ein. Die längste Stromkaje der Welt (knapp 5 km) wurde nun abschnittsweise ausgebaut. Der Seegüterumschlag betrug 2007 über 50 Millionen Tonnen.

#### 1970
1970 vergrößert sich die Stadtverwaltung Bremerhaven durch das achtgeschossige Bürohaus zwischen den vorhandenen Stadthäusern 1 und 2. Die Verwaltungsebenen in Bremerhaven wurde 1971 in zwei Stadtbezirke, neun Stadtteile und 24 Ortsteile gegliedert.

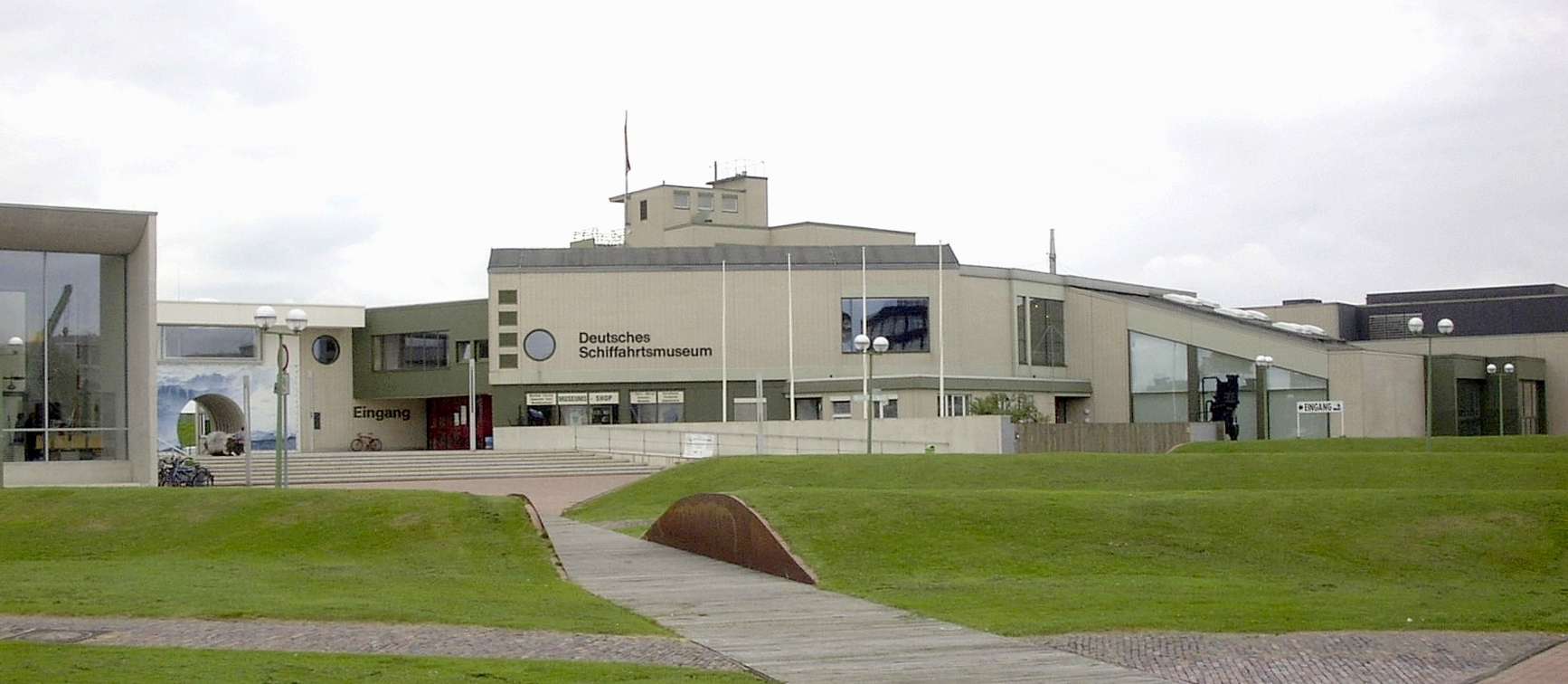
Deutsches Schiffahrtsmuseum

Mit dem Deutschen Schifffahrtsmuseum nach Plänen von Hans Scharoun in Arbeitsgemeinschaft mit dem Bremerhavener Architekten Helmut Bohnsack erhielt die Seestadt 1973/75 das bedeutendste maritime Museum Deutschlands. 1974 eröffnete die neue Stadthalle, eine Mehrzweckhalle in Lehe an der Stresemannstraße; 1977 folgte die benachbarte Kunsteisbahn, woraus 2011 die Eisarena Bremerhaven mit 4254 Plätzen wurde. 1974 war die Bundesautobahn 27 um Bremerhaven fertiggestellt. Zu Beginn des Schuljahres 1974/1975 wurden die Oberstufen von fünf der sechs Bremerhavener Gymnasien zu drei Schulen zusammengelegt. Die Hochschule Bremerhaven wurde 1975 gegründet und danach ständig erweitert. Gottfried Böhm hat die zentralen Gebäude entworfen. Das Nordsee-Stadion mit Hallen und Sportbad wurde 1975 fertig und zugleich der alte Zollinlandplatz geschlossen. 1976 musste eine große Sturmflut mit vielen Schäden überstanden werden.

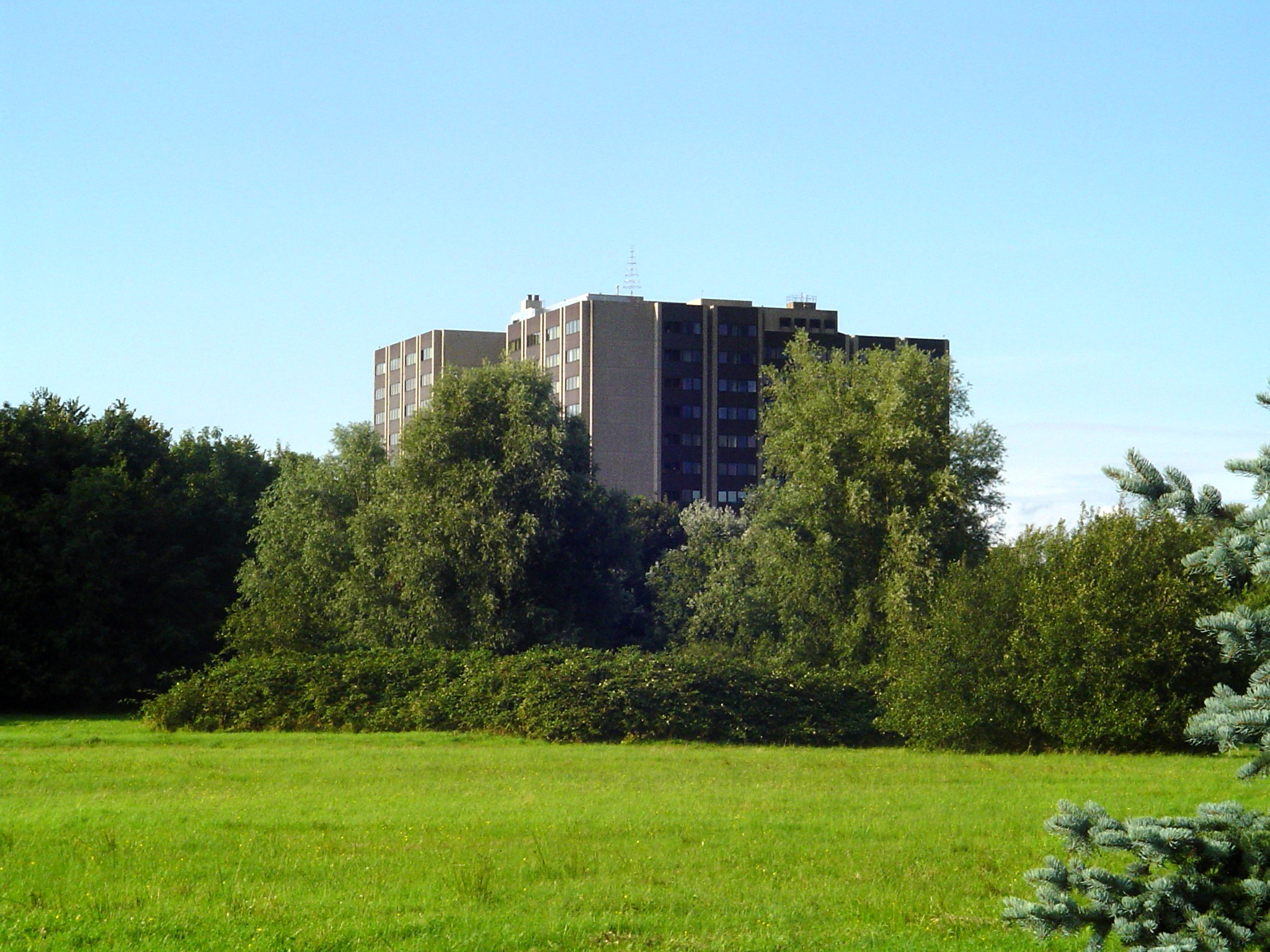
Klinikum Reinkenheide 2007

1976 ging das Zentralkrankenhaus Reinkenheide mit über 700 Betten in Betrieb. Das Leher Krankenhaus wurde deshalb geschlossen (heute Gesundheitsamt) und das Krankenhaus Mitte 1977 abgerissen. Die Müllverbrennungsanlage an der Autobahnausfahrt Mitte verbrannte 1976 den ersten Müll. Das Columbus-Center nach Plänen von Peter Weber war 1977/79 betriebsbereit. 1977 eröffnete das Jugendgästehaus in der Gaußstraße. Seit 1977 besteht das Teilstück der Bundesautobahn 27 von Bremerhaven nach Bremen und seit 1981 das Teilstück nach Cuxhaven. Bremerhaven war bis 1977 Verwaltungssitz des niedersächsischen Landkreises Wesermünde. Der OSC Bremerhaven stieg 1977 und zum zweiten Mal 1979 in die 2. Fußball-Bundesliga auf und 1978 bzw. 1980 wieder ab. 1978 war das erste Teilstück der Fußgängerzone der Bürger fertiggestellt und 1985 die Überdachung des Fußweges zwischen Theodor-Heuss-Platz und Lloydstraße. Der Container-Aussichtsturm an der Nordschleuse entstand 1979.

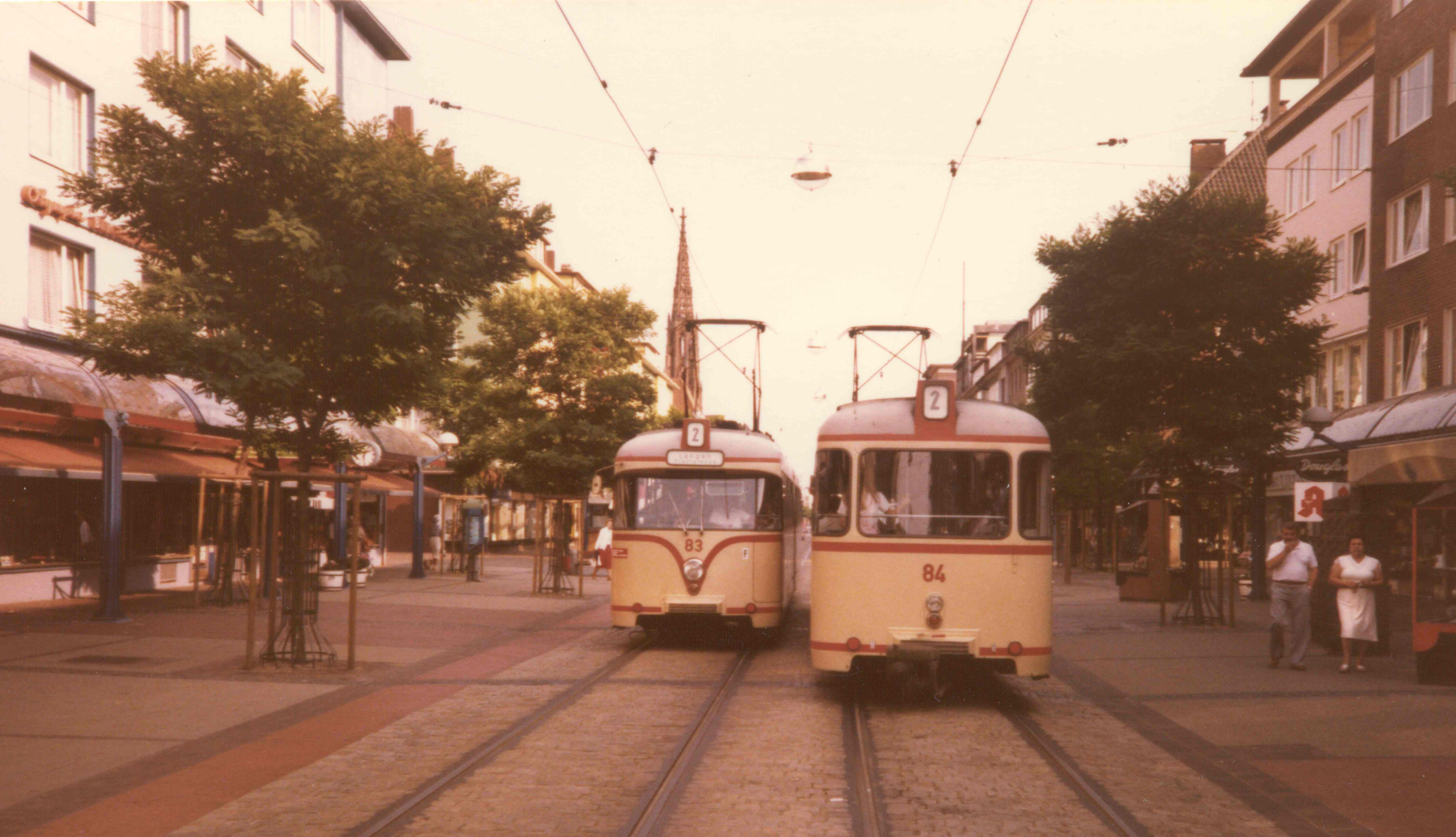
Tram kurz vor der Einstellung 1982

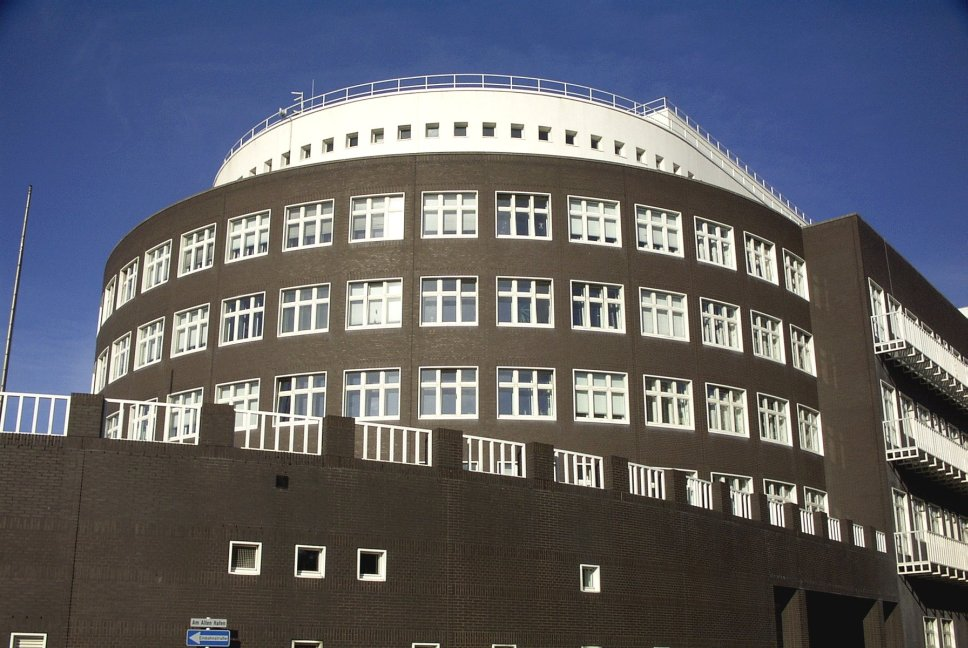
AWI Bremerhaven von 1980

#### 1980
1980 wurde die zentrale Feuerwache an der Geeste eingeweiht, in Folge die alte Hauptwache von 1901 abgerissen. Neben der Feuerwache Entstand 1980 der Omnibusbetriebshof der Verkehrsgesellschaft Bremerhaven AG (VGB). Am 30. Juli 1982 ist der Straßenbahnbetrieb stillgelegt worden. 1980 gründete sich das Alfred-Wegener-Institut für Polar- und Meeresforschung (AWI). 1986 wurde nach Plänen von Oswald Mathias Ungers beim Alten Hafen das Hauptgebäude des AWIs fertiggestellt. 1984 gründete sich die Lloyd Werft als Betriebsfusion von Hapag-Lloyd und Bremer Vulkan. Seit 1984 heißen die Tiergrotten Zoo am Meer. Nach Plänen des Architekten Gottfried Böhm wurden die ersten Bauten für die Hochschule Bremerhaven bis 1985 fertiggestellt. 1986 erhielt beim Stadttheater ein Platz den Namen Erich-Koch-Weser-Platz nach dem Stadtdirektor von 1909 bis 1913 Koch-Weser; eine Plastik von ihm wurde aufgestellt. Die Skulptur zum Mahnmal für die Opfer des Nationalsozialismus von 1986 stammt von Waldemar Otto. Das Stadtbad Mitte wurde geschlossen. 1987 wurde das Finanzamt Wesermünde im ehemaligen Kreishaus an der Borriesstraße eingeweiht. 1987 verlegte die Technische Marineschule von 1935 ihre Ausbildungsdienste nach Kiel. Das alte Lunesiel hat ausgedient, da die Mündung der Lune nun in einem Siel bei Büttel/Neuenlande mündet. 1988 fusionierten die Werften Schichau und Seebeck zur Schichau Seebeck Werft.

#### 1990
Der Neubau für das Historische Museum Bremerhaven wurde 1991 nach Plänen von Wolfgang Bendig an der Geeste für das ehemalige Morgenstern-Museum gebaut. 1996 entstand im Forum Fischbahnhof das Atlanticum als Erlebniszentrum zum Thema Fische und Fischerei. Anfang der 1990er Jahre entstand das Arbeitsamt Bremerhaven auf dem Gelände der ehemaligen Rickmerswerft. Das erhaltene Portal der Rickmerswerft von 1857 erinnert an den Werftstandort.

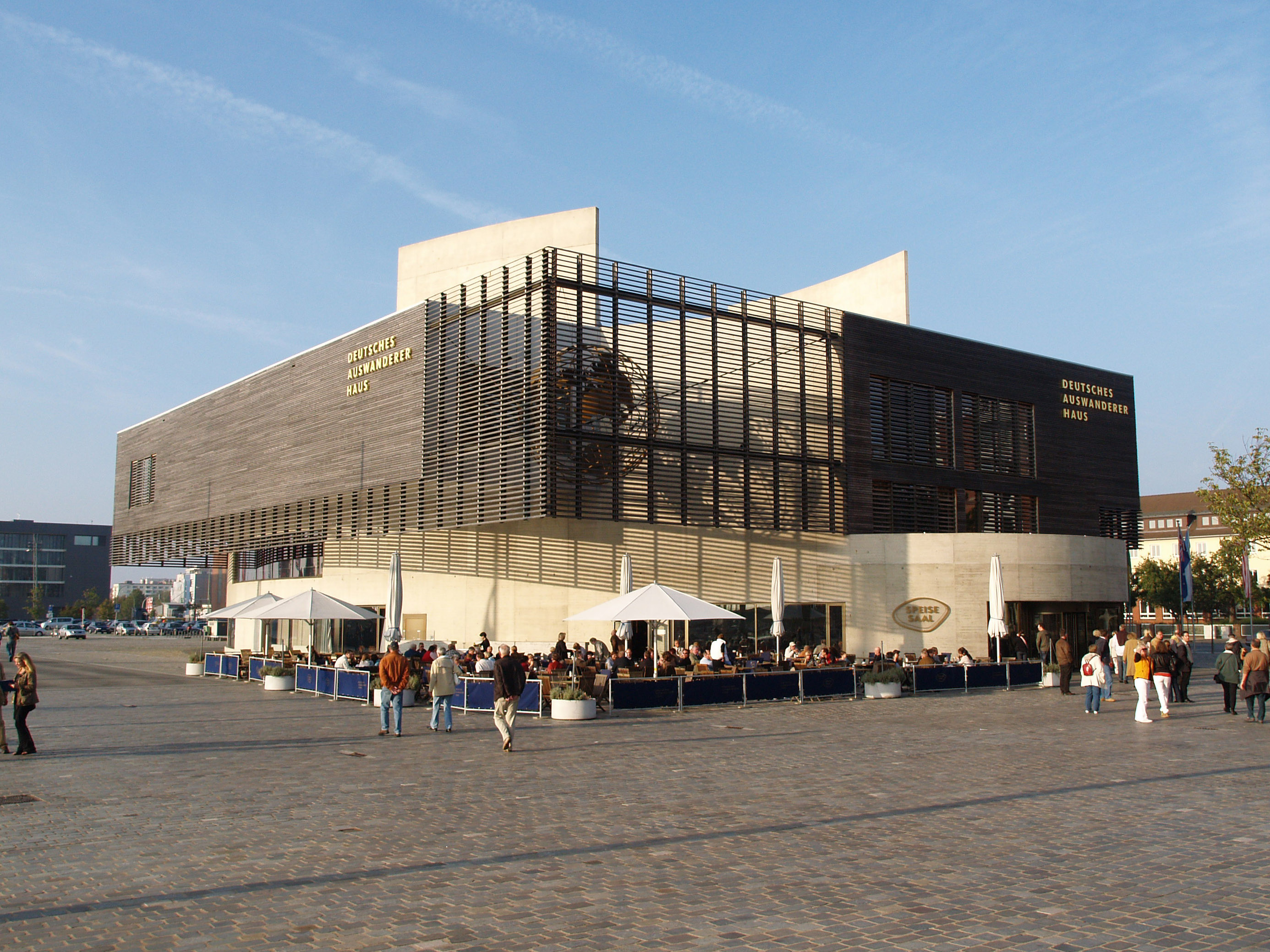
Deutsches Auswandererhaus

#### 2000
Das Museum Deutsches Auswandererhaus entstand 2005 nach Plänen von Andreas Heller am Neuen Hafen. Von 2001 bis 2005 wurde die traditionsreiche Theodor-Storm-Schule in Lehe geschlossen und im Gebäude 2007 das Stadtteilzentrum die theo eingerichtet. 2004 erfolgte die Zusammenlegung der Oberstufen des Schulzentrums Bürgermeister Smidt (früher Bremerhavener Gymnasiums), mit dem Gymnasium Pestalozzischule. Die Schule erhielt den Namen Lloyd Gymnasium Bremerhaven; als Pestalozzischule wird heute die Grundschule benannt. 2007 wurde das neue Kunstmuseum Bremerhaven in Mitte eingeweiht. 2009 wurde nach Plänen von Thomas Klumpp das Klimahaus Bremerhaven als wissenschaftliches Ausstellungshaus eröffnet.
Das Land Bremen übernahm am 29. Oktober 2019 nach einer  Verwaltungsvereinbarung 1,7 Milliarden Euro Schulden von Bremerhaven das „auf einen Schlag“ ab 2020 schuldenfrei wurde.

### Luneplate

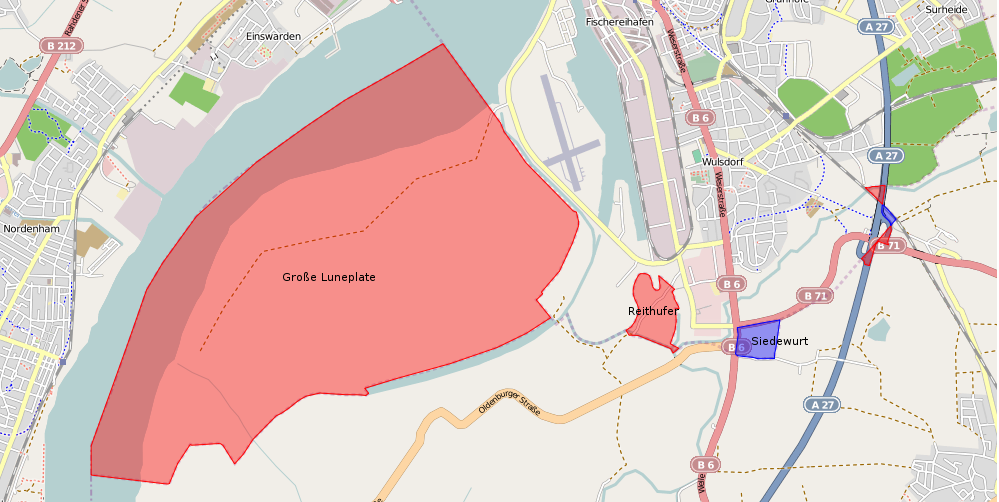
Flächen gemäß Staatsvertrag
rot zu Bremen,
blau zu Niedersachsen

Am 18. Oktober 1979 unterschrieben Bremens Bürgermeister Hans Koschnick und Niedersachsens Ministerpräsident Ernst Albrecht das erste Verwaltungsabkommen über industrielle Ansiedlungen auf der Luneplate.
Am 5. Mai 2009 unterschrieben der Niedersächsische Ministerpräsident Christian Wulff und der Präsident des Bremischen Senats Jens Böhrnsen den Staatsvertrag zwischen der Freien Hansestadt Bremen und dem Land Niedersachsen über die Änderung der gemeinsamen Landesgrenze. Hauptgegenstand ist die Übertragung der Großen Luneplate in Bremische Landeshoheit. Der größte Teil dieses ca. 14,7 km² großen Gebiets dient als Ausgleichsfläche für den Ausbau des Containerterminals IV und wird daher wieder vernässt; aber es werden auch große Gewerbeerwartungsflächen ausgewiesen. Außerdem werden weitere Flächen getauscht: Das Gebiet Reithufer geht an Bremen, das Gebiet Siedewurt geht dafür an Niedersachsen. An der Autobahnanschlussstelle Bremerhaven-Wulsdorf wird der Grenzverlauf begradigt und an die Anschlussstelle angepasst.
Beide Länderparlamente haben dem Vertrag zugestimmt. Das Bremische Gesetz zum Staatsvertrag weist die neuen Flächen der Stadt Bremerhaven zu. Der Staatsvertrag ist am 1. Januar 2010 in Kraft getreten
und wurde mit einem Festakt am 11. Januar 2010 vollzogen.
Die Fläche Bremerhavens nimmt laut Vertrag insgesamt um 14.953.048 m² zu. Das ist ein Zuwachs von fast 19 Prozent zur bisherigen Fläche.

## Kirchengeschichte

### Evangelische Kirche ab 1827
Die überwiegend protestantische Bevölkerung war seit der Gründung zunächst in die nördliche Kirchengemeinde Lehe eingepfarrt. Lehe war eine überwiegend reformierte Siedlung, in der schon ab 1520 die Reformation eingeführt worden war. Während der Schwedenherrschaft war jedoch das lutherische Bekenntnis vorherrschend.
Ab 1846 wurde die evangelische Bürgermeister-Smidt-Gedächtniskirche gebaut, an der eine aus lutherischen und reformierten Gemeindegliedern bestehende unierte Gemeinde entstand, die von Anfang an zur Bremischen Evangelischen Kirche gehörte und bis heute die einzige Kirchengemeinde dieser Landeskirche in Bremerhaven ist. Von ihr spaltete sich 1855 eine lutherische Gemeinde ab.
Die später gegründeten Kirchengemeinden, wie die der 1863 erbauten Kreuzkirche sowie die Kirchengemeinden der Stadt Wesermünde und deren lutherischen Vorgängergemeinden in Geestemünde und Lehe gehörten und gehören zur Evangelisch-Lutherischen Landeskirche Hannovers. Die reformierten Gemeinden gehören zur Evangelisch-reformierten Kirche.

### Katholische Kirche ab 1827
Nach 1827 kam – als deutliche Minderheit – die Römisch-katholische Kirche nach Bremerhaven. 1867 wurde als erste katholische Kirche St. Marien im neugotischen Stil erbaut. Die Gemeinde war Filialgemeinde zu St. Johann in Bremen im Bistum Osnabrück und wurde 1902 eine selbstständige Pfarrei. Es folgte die neugotische Herz-Jesu-Kirche in Geestemünde, die durch Bischof Adolf Bertram am 17. September 1911 geweiht wurde und 1911 die neugotische Herz-Jesu-Kirche in Lehe. Heute gehören die Pfarrgemeinden von Bremerhaven zum Dekanat Bremerhaven des Bistums Hildesheim.

## Sportgeschichte Bremerhavens
Der Pädagoge Justus Lion (1829–1901) war im 19. Jahrhundert die treibende Kraft für die Entwicklung des Sports in Bremerhaven. 1858 wurde er Lehrer an der Realschule in Bremerhaven. Er verstand es die Bürger und die Schüler für die neue Sportbewegung zu begeistern. Bereits 1859 gründete er mit 64 Männern den Turnverein Bremerhaven, woraus später der ATSB und heute der OSC Bremerhaven wurde. In der ersten Vereinssatzung stand: „Der Zweck des Vereins ist einzig und allein Körperübung“. Er trat damit Bestrebungen entgegen, dass Sport nur in einem Wehrverein angesiedelt werden könne. So spaltete sich der Verein und 1860 wurde ein Allgemeiner Turn- und Wehrverein Bremerhaven gegründet, der aber schon 1867 zum Turnverein Bremerhaven zurückkehrte. Nach dem Zweiten Weltkrieg gab es in einigen Bereichen im Sport, bei den Bremerhavener Mannschaften und Sportler hervorragten und hervorragen. Bremerhaven 93 spielte in den 1950er Jahren im Fußball eine beachtliche Rolle. Im Tanzsport dominierte die TSG Bremerhaven von 1977 bis 2007 sowie Andrea und Horst Beer die Szene in Deutschland und der Welt. Im Eishockey etablierte sich seit 1994 der REV Bremerhaven – seit 2002 als Fischtown Pinguins – in den höchsten Ligen und als Basketballmannschaft konnten ab 1981 der OSC Bremerhaven, seit 2001 als die Eisbären Bremerhaven, überzeugen.
2012 trieben rund 37.000 Menschen in den 90 Vereinen des Kreissportbundes Bremerhaven (KSB) regelmäßig Sport. Es befinden sich in Bremerhaven 39 Turn- und Sporthallen (einschließlich der Schulturnhallen), 18 Sportplatzanlagen, 8 Bäder, 14 Wassersportanlagen, 6 Schießsportanlagen, mehrere Tennisanlagen sowie die Stadthalle mit dem Eisstadion in Lehe, die Rollsportanlage Bürgerpark, das Tanzsportzentrum in Mitte und das Boxsport-Center in Geestemünde.
2021 bewarb sich Bremerhaven zusammen mit der Stadt Bremen als Host Town für die Gestaltung eines viertägigen Programms für eine internationale Delegation der Special Olympics World Summer Games 2023 in Berlin. 2022 wurde sie als Gastgeberin für Special Olympics Vereinigte Staaten ausgewählt. Damit wurde sie Teil des größten kommunalen Inklusionsprojekts in der Geschichte der Bundesrepublik mit mehr als 200 Host Towns.

### Stadtbad

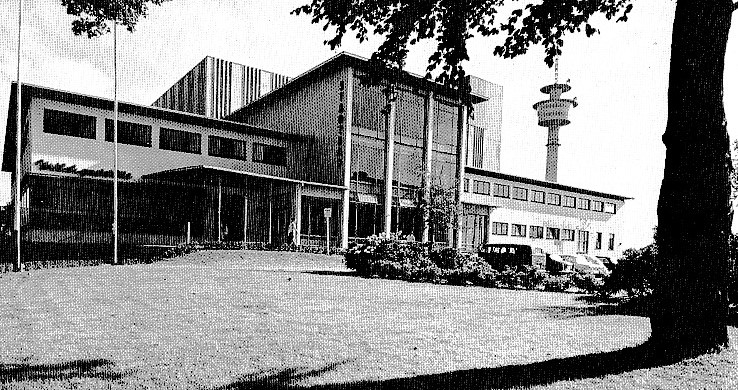
Stadtbad

Der Stadtdirektor Hermann Gebhard verfolgte in den 1880er Jahren den Bau einer gedeckten Badeanstalt neben dem Weserbad. Er gründete eine Kommission, die Unterschriften und Geldmittel sammelte. Der Verein zur Förderung des Volkswohls brauchte für das bremische Grundstück nur den halben Preis zu zahlen. Die Stadtverordnetenversammlung gewährte einen Baukredit. Obwohl die Stadt das Wasser kostenlos lieferte, machte das Marienbad erhebliche Verluste. 1898 lehnte die Stadt die Übernahme ab. Zehn Jahre später war die Lage besser, weil vier Schwimmvereine das Hallenbad nutzten. Doch bei der stetig wachsenden Bevölkerung von Bremerhaven, Lehe und Geestemünde wurde es zu klein. Durch die Luftangriffe auf Wesermünde im September 1944, wurde das Marienbad nach dem Zweiten Weltkrieg vom Volkswohl-Verein auf die Stadt übertragen. Aus den Trümmern entstand 1948 ein Freibad. Kurt Schultze, habilitierter Gynäkologe und Chefarzt im Leher Krankenhaus, leitete die Gesellschaft zur Förderung des Baues eines Hallenschwimmbades in Bremerhaven. Nach einem Bauplan der Stadtbauverwaltung wurde ab Juli 1954 das neue Stadtbad gegründet und gebaut. Auf einem 2500 m² großen Grundstück stand es neben dem Stadttheater Bremerhaven und gegenüber von der Karlsburg-Brauerei. Bei einem umbauten Raum von 36.250 m³ beliefen sich die Baukosten auf 3,3 Millionen Deutsche Mark. Das Stadtbad wurde am 19. August 1956 eröffnet und nach 30 Jahren geschlossen. An seiner Stelle steht die Hochschule Bremerhaven.

### Rollschuhbahn

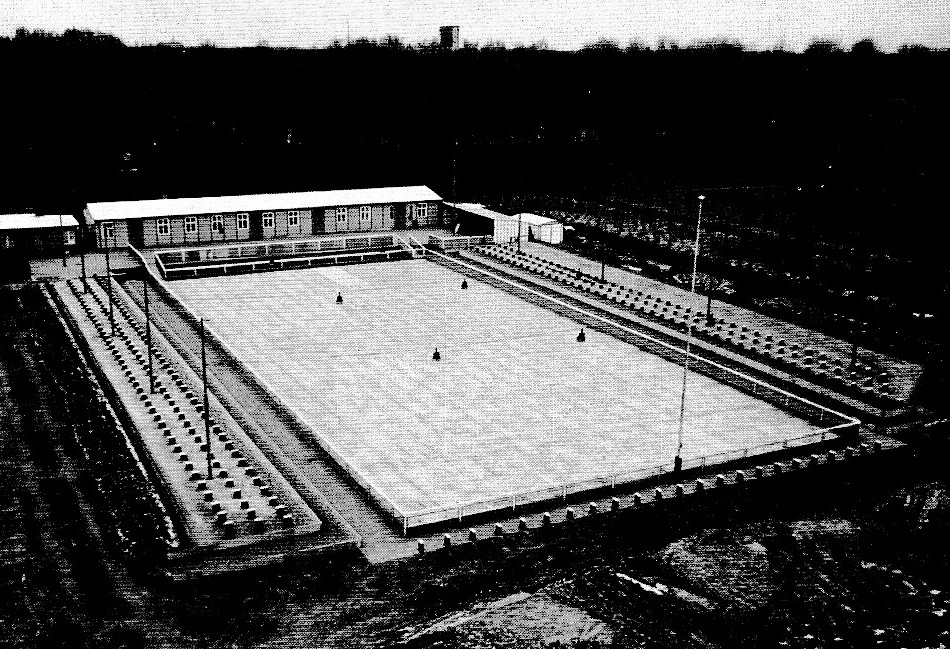
Rollschuhbahn (1947)

Am Ostrand des Bürgerparks, hinter der Sportanlage des Geestemünder SC, lag die Rollschuhbahn Bremerhaven des Roll- und Schlittschuh-Clubs Bremerhaven (RSCB). Nach den Beschädigungen im Zweiten Weltkrieg wurde sie 1947 notdürftig hergerichtet. Der Neubau brachte einen großen Aufschwung des Rollsports. Bei deutschen Meisterschaften belegte der Nachwuchs die vorderen Plätze. Beliebt waren die Revuen der „Eulen“. Gespielt wurde auch Rollhockey. Heute ist die Anlage betoniert und überdacht. Der ERC Bremerhaven unterhält ein Vereinsheim. Astrid Bader (1965–1968) und später Michael Butzke (1979–1982) wurden mehrfach Weltmeister im Rollkunstlauf.

### Bowling

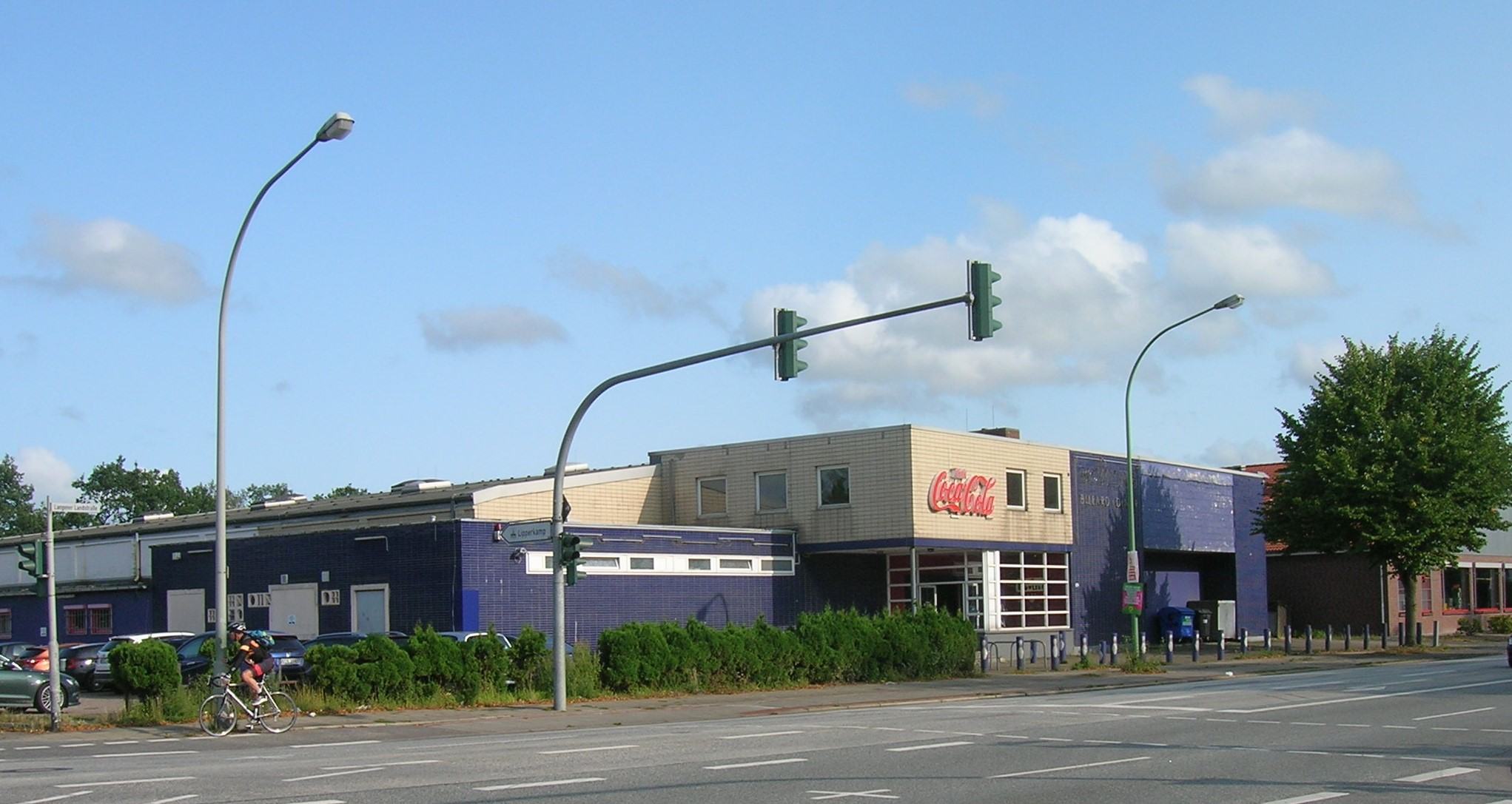
„Fun Bowling“ (2017)

Dank der vielen US-amerikanischen Soldaten erhielt Lehe in den 1960er Jahren eine „Bowlingbahn“. Unweit der amerikanischen Wohnblöcke an der Langener Landstraße gelegen, war sie eine der ersten in Deutschland. Bei den Bremerhavenern war sie außerordentlich beliebt.

## Vereine

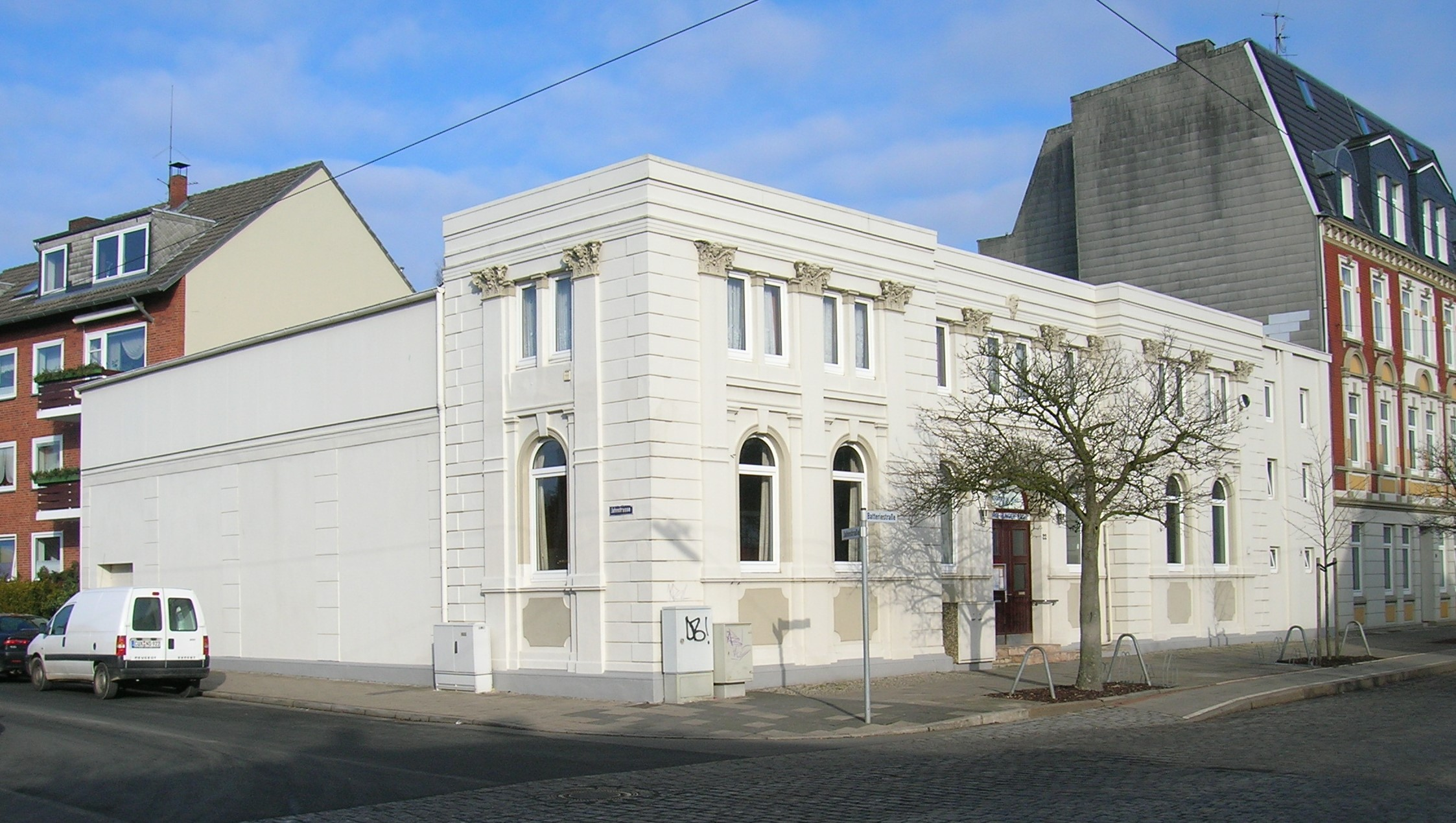
TVL-Turnhalle (Batteriestraße)

- 1835 fanden im Speckenbütteler Holz die Leher Schützenfeste statt.
- 1848 gründete sich der Bremerhavener Schützenverein und der Schützenverein Geestendorf. In Lehe-Speckenbüttel entstanden am Siebenbergensweg die Schießanlage.
- 1859 wurde durch die Initiative von Justus Lion der Turnverein Bremerhaven (TVB) gegründet. Daraus wurde 1919 der Allgemeine Turn- und Sport-Bund (ATS Bremerhaven (ATSB)).
- 1860 gründete sich der Allgemeiner Turn- und Wehrverein Bremerhaven der 1867 jedoch zum Turnverein Bremerhaven zurückkehrte.
- 1861 gründete sich der Männerturnverein Geestendorf. Er schloss sich 1866 mit dem Turnverein Geestemünde (GTV) zusammen.
- 1861 wurde der TV Wulsdorf gegründet, der sich später in SV Wulsdorf umbenannte. 1939 wurden der SV Wulsdorf mit dem VfL Wulsdorf, dem Turnverein Gut Heil und der Turn und Sportvereinigung Wulsdorf zum TSV Wulsdorf vereinigt.[33]
- 1861 gründete sich der Wulsdorfer Schützenverein.
- 1862 gründete sich der Männer-Turnverein zu Geestendorf (TVG).
- 1862 gründete sich der Geestemünder Turnverein (GTV).
- 1866 erfolgt der Zusammenschluss beider Vereine zum Geestendorf-Geestemünder-Turnverein GGTV der dann 1890 zum Geestemünder Turnverein (GTV) umbenannt wurde. 1896 nahm er das Frauenturnen auf.[34]
- 1869 gründete sich der Turnverein Lehe (TVL), der heute auf der Jahnwiese Wurster Straße, vornehmlich Fußball spielt.
- 1882 entstand am Holzhafen Geestemünde für den GTV die erste Turnhalle im heutigen Bremerhaven.
- 1888 entstand die Pferderennbahn im Speckenbütteler Park.
- 1888 gründete sich der Reitklub Lehe und Umgegend.
- 1889 gründete sich der Bremerhavener Ruderverein der noch besteht.[35]
- 1892 gründete sich der Turnverein Gut Heil in Wulsdorf, der 1913 seinen Sportplatz auf der Ahnthöhe einweiht.
- 1893 gründete sich der Turn- und Sportverein Bremerhaven (Bremerhaven 93) als Arbeitersportverein, der 1974 in dem OSC Bremerhaven aufging.[36]
- 1894 entstand für den TV Lehe eine Turnhalle an der Batteriestraße.
- 1898 gründete sich der Arbeiter-Turnverein Frei Heil Lehe später Freie Turnerschaft Lehe und Umgebung aus der 1913 durch eine Abspaltung die Leher Turnerschaft LTS wurde.[37]
- 1899 gründete sich der Fußballclub Bremerhaven-Lehe der ab 1919 als VfB Lehe firmierte, der 1992 zum FC Bremerhaven wurde und 2012 sich mit Sparta Bremerhaven zum FC Sparta Bremerhaven zusammenschloss.
- 1901 gründete sich der Sportclub Sparta in Bremerhaven als Fußballverein, der sich später FC Sparta nannte und seit 2012 durch die Fusion mit dem FC Bremerhaven zum FC Sparta Bremerhaven wurde.[38]
- 1902 gründete sich die Freie Turnergemeinschaft Geestemünde (FT Geestemünde (FTG)). Gründer waren die Schiffszimmerleute der Tecklenborg-Werft[39]
- 1904 gründete sich der SC Unterweser der ab 1904 mit Unterbrechung (1945–45) Geestemünder Sportclub (GSC) heißt.[40]
- 1904 gründete sich der Schwimmbund Wesermünde als erster Schwimmverein an der Unterweser.
- 1905 gründete sich der Geestemünder Tennisverein und nannte sich ab 1947 Bremerhavener Tennisverein (BTV). Er legte ab 1925/26 seine Plätze in Geestemünde an und baute 1970/76 seine zwei Hallen.[41]
- 1909 stiftete der TVB das Jahndenkmal – ein Ringer in Stein – das am Anfang der Kaiserstraße stand.
- 1911 entstand eine Abteilung der Leher Turnerschaft (LTS) in Leherheide. Daraus wurde der TSV Leherheide und 1975 durch Zusammenschluss mit TuS Eintracht Bremerhaven der Verein Sport-Freizeit-Leherheide (SFL Bremerhaven).[42]
- 1919 gründete sich der Allgemeiner Turn- und Sportverein Bremerhaven (ATSB), der 1972 Mitgründer des OSC Bremerhaven war.
- 1920 gründete sich der Boxklub Heros in Bremerhaven als Vorläufer des Weser-Boxring Bremerhaven.[43]
- 1921 war Bremerhaven 93 im Halbfinale der deutschen Arbeitermeisterschaft in Fußball. 1925 wiederholte die Mannschaft diesen Erfolg.
- 1921 gründete sich der Radsportverein Unterweser (RV Unterweser).
- 1923 eröffnete der ATSB auf dem Gelände der ehemaligen Radrennbahn seine Sportanlagen.
- 1923 gründete sich der Polizei Sport Verein Unterweser (PSV), der 1972 Mitgründer des OSC Bremerhaven war.
- 1933 wurde der Arbeiter-TuS Wulsdorf verboten. Der VfL Wulsdorf und 1939 der TSV Wulsdorf folgten ihm nach.
- 1939 schlossen sich zwangsweise vier Sportvereine (TSV Wulsdorf, SV Wulsdorf, VfL Wulsdorf und Gut Heil) zum Turn-Sport-Verein Wulsdorf von 1861 (TSV Wulsdorf) zusammen.
- 1941 gründete sich der Roll- und Schlittschuhverein Wesermünde aus dem der 1974 der Roll- und Schlittschuhclub Bremerhaven (RSC), dann der EHC Bremerhaven und schließlich 1983 der Rollschuh- und Eishockey – Verein REV Bremerhaven wurde, der sich seit 2002 auch Fischtown Pinguins nennt.
- 1946 gründete sich der Kreissportbund Wesermünde der ab 1947 Kreissportbund Bremerhaven heißt.[44] Vorsitzender wurde Albert de Buhr.
- 1948 stieg Bremerhaven 93 in die Fußball-Oberliga Nord auf und 1949 wieder ab. 1950 gelang erneut der dann dauerhafte Aufstieg. In dieser bis zur Einführung der Fußball-Bundesliga von 1963 höchsten Fußballliga nahm in der Bestenliste „der ewigen Tabelle“ der Verein den achten Platz ein.
- 1951 wurde die Sportanlage der Leher Turnerschaft (LTS) fertiggestellt.
- 1952 wurde der Turn- und Sportverein Surheide (TuSpo) gegründet und am Dullmannsweg, heute Wulsbergen, entstanden in den 1950er Jahren seine Sportanlagen.
- Seit 1952 wird jährlich das Fischereihafen-Rennen für Motorräder im Hafengebiet ausgetragen.[45]
- 1954 gründete sich der Reitclub Bremerhaven und war in Wulsdorf aktiv. 1974 wurde die Reitsportanlage Reinkenheide eröffnet.[46]
- 1954 gründete sich der Post SV Bremerhaven aus dem der Schützenverein Gelb-Blau Bremerhaven hervorging.[47]
- 1955 gründete sich der Judo–Club Bremerhaven der 1975 im OSC Bremerhaven aufging.
- 1955 nahm Bremerhaven 93 als Oberligazweiter an der Endrunde um die deutsche Fußballmeisterschaft 1954/55 teil.
- 1956 wurde das Stadtbad beim Stadttheater in Mitte eröffnet.
- 1962 wurde Werner Freitag Deutscher Meister im 100 Meter Schmetterlingsschwimmen.
- 1962 wurde der Bremerhavener Peter Riebensahm deutscher Hallenmeister im Hochsprung.
- 1963 wurden die deutschen Hallenmeisterschaften im Kunst- und Turmspringen im neuen Stadtbad ausgetragen.
- 1963 gründete sich der Tennisclub TC Rot-Weiss Bremerhaven und baute ab 1966 seine Plätze in Lehe-Speckenbüttel am Siebenbergensweg.
- 1964 fand bis 1983 der internationale Goldpokal der Stadt Bremerhaven im Basketball statt, ein von den US-Streitkräften initiiertes Basketball-Turnier. Von 1964 bis 1970 wurde in der Basketballsporthalle auf dem US-Militärgelände gespielt und ab 1971, nach Übernahme des Turniers durch Bremerhaven, in der Kolb-Halle.
- 1965 wurde Astrid Bader in Madrid Weltmeisterin im Rollkunstlauf. Sie wiederholte ihren Erfolg 1966 in Essen, 1967 in Birmingham und 1968 in Vigo.
- 1971 wurde die Bezirkssportanlage Wulsdorf fertiggestellt.
- 1971 gründete sich der SC Schiffdorferdamm und danach entstand die Sportanlagen an der Carsten-Lücken-Straße.[48]
- 1971 gründete sich die Tanzsportgemeinschaft Bremerhaven (TSG). Mit 14 Weltmeister- und 10 Europameistertiteln und dem 20-fachen Gewinn der deutschen Meisterschaft im Formationstanzen Latein (Latein A-Formation) ist die TSG Bremerhaven einer der erfolgreichsten Tanzsportvereine der Welt (Stand: 2012).[49]
- 1972 erfolgte durch Fusion mehrerer Bremerhavener Vereine die Gründung des Großvereins Olympischer Sport-Club Bremerhaven (OSC Bremerhaven).
- 1973 fanden die Bundesjugendspiele in Bremerhaven statt.
- 1974 trat erstmals der Roll- und Schlittschuhclub (RSC) Bremerhaven in der Regionalliga Nord auf.
- 1974 wurde eine Reitsportanlage in Reinkenheide für den Reitclub Bremerhaven eröffnet.
- 1975 wurde das Nordsee-Stadium bei der Siedlung Eckernfelde fertig. Es fasst 15.000 Zuschauer. Hier spielt der OSC Bremerhaven. Das Schwimmbad wird für sportliche und allgemeine Zwecke genutzt.
- 1975 schlossen sich die SG Leherheide und der TuS Eintracht 64 zum Verein Sport-Freizeit-Leherheide (SFL) zusammen.
- 1975 wurde das Hallenbad Süd an der Schillerstraße fertiggestellt.
- 1976 fanden die 35. Deutschen-Leichtathletik-Jugendmeisterschaften im Nordsee-Stadium statt.
- 1977 stieg Bremerhaven 93/OSC Bremerhaven als Meister der Amateur-Oberliga Nord in die 2. Fußball-Bundesliga auf und 1978 wieder ab.
- 1977 wurde Tanzsportgemeinschaft (TSG) Bremerhaven zum ersten Mal Weltmeister in der Lateinformation des A-Teams. Es folgten die Titelgewinne von 1979–1981, 1983–1985, 1987, 1991, 1994, 1995, 2000, 2001 und 2007.
- 1979 gründete sich die Bremerhaven Seahawks als American Football Team. 1987 schloss sich der Verein dem OSC Bremerhaven an.[50]
- 1979 stieg OSC Bremerhaven erneut in die 2. Fußball-Bundesliga auf und 1980 wieder ab.
- 1979 nahmen 5000 Sportler am V. Bremer Landesturnfest teil.
- 1979 wurde Michael Butzke in Altenau Weltmeister im Rollkunstlaufen. Er verteidigte den Titel 1980 in Bogotá 1981 in Nelson (Neuseeland) und 1982 in Bremerhaven.
- 1980 wurde das neue GTV-Sportheim eröffnet.
- 1980 wurde erstmals die Auszeichnung Landessportler des Jahres (Bremen) verliehen, davon 1997, 1999, 2001 und 2002 an die TSG Bremerhaven.
- 1981 bis 1986 gewannen Horst Beer und Andrea Lankenau sechsmal in Folge die deutschen Meisterschaften in den lateinamerikanischen Tänzen.
- 1981 stieg die 1. Herren-Mannschaft des OSC Bremerhaven im Basketball in die 2. Bundesliga auf und verblieb bis 1986 in dieser Liga.
- 1982 fanden die 27. Weltmeisterschaften im Rollkunstlaufen in der Stadthalle Bremerhaven statt. Michael Butzke wurde zum vierten Mal Weltmeister sowie der RSC Bremerhaven in der Kombination.
- 1983 musste der RSC Bremerhaven Konkurs anmelden. Der Eishockeyspielbetrieb wurde beim EHC Bremerhaven fortgesetzt.
- 1983 gründete sich der REV Bremerhaven als Nachfolgeverein des RSC Bremerhaven.
- 1986 stieg die 1. Herren-Mannschaft des OSC Bremerhaven im Basketball in die 1. Bundesliga auf. Aus finanziellen Gründen verzichtete der Verein auf einen Verbleib in der Bundesliga und spielte nun in der Landesliga.
- 1988 fanden die Special Olympics, die Sportbewegung für Menschen mit geistiger Behinderungen und Mehrfachbehinderungen im Nordsee-Stadium statt.
- 1991 wurde aus den Basketballabteilungen des OSC Bremerhaven und des SFL Bremerhaven die Stamm-Spielgemeinschaft BSG Bremerhaven gebildet. Seit 2001 tritt die Mannschaft als Eisbären Bremerhaven an.
- 1991 gewannen Andrea und Horst Beer den World-Cup der Tanzprofis in der Disziplin Zehn Tänze in Berlin. 1992 wiederholten sie ihren Erfolg.[51]
- 1994 spielte der REV Bremerhaven bis 1996 und von 1999 bis 2003 sowie ab 2004 in der 2. Eishockey-Liga. 2001 gewann die Profimannschaft die Meisterschaft der 2. Bundesliga.
- 1996 spielte der REV Bremerhaven für ein Jahr in der 1. Eishockey-Liga 1996/97.
- 1996 erhielt die TSG Bremerhaven ein Tanzsportzentrum in einer Sporthalle der früheren US-Streitkräfte.
- 1996 wurde die Stadthalle Bremerhaven in Lehe ausgebaut. Sie hat nunmehr 4200 Sitzplätze für Sportveranstaltungen wie die Eisbären Bremerhaven.
- 2000 stieg die 1. Herren des Bremerhavener Tennisverein in die 2. Bundesliga auf und spielte in der Saison 2009/10 in der 1. Bundesliga.
- 2001 spielte die 1. Herrenmannschaft im Basketball der BSG Bremerhaven unter dem Namen Eisbären.
- 2003 gliederte man die 1. Herrenmannschaft im Basketball der BSG Bremerhaven in die Eisbären Bremerhaven Marketing GmbH aus.
- 2005 stiegen die Eisbären in die Basketball-Bundesliga auf, in der sie aktuell (2012/13) spielen.
- 2007 erstellte der Golf Club Bremerhaven Bürgerpark eine 9 Loch-Golfanlage.
- 2011 wurde die neue Eisarena Bremerhaven in Lehe mit einer Eisshow eröffnet. Sie hat 4254 Plätze, davon 3066 Sitzplätze und 168 VIP-Plätze.

## Bedeutsame Besuche

Unterschrift Kaiser Wilhelms II. am 26. Juli 1900 in Bremerhaven

- 1861 besuchte König Georg V. von Hannover Geestemünde, um die ersten im Bau befindlichen Hafenanlagen zu besichtigen.
- 1862, am 21. Juni, lud der Innenminister des Königreichs Hannover Graf Wilhelm von Borries zu einer Festversammlung 300 Gäste ein, um die fast fertige Hafenanlage in Geestemünde zu würdigen. Auf dem Schiff Hansa richtete der Norddeutsche Lloyd (kurz NDL oder Lloyd) einen Empfang aus.

- 1900, am 27. Juli, hielt Kaiser Wilhelm II. seine sogenannte Hunnenrede in Bremerhaven bei der Verabschiedung des deutschen Ostasiatischen Expeditionskorps zur Niederschlagung des Boxeraufstandes im Kaiserreich China.
- 1903, am 6. März, besuchte Kaiser Wilhelm II. die Schiffsmodell-Versuchsstation. des Lloyds von 1899 nördlich vom  Kaiserdock. in Bremerhaven.
- 1905, am 11. März, besichtigte Kaiser Wilhelm II. den 19.350 BRT großen Lloydschnelldampfer Kaiser Wilhelm II.
- 1914, am 7. März, besuchte erneut Kaiser Wilhelm II. Bremerhaven.
- 1927, am 30. April, hielt bei einem offiziellen Festakt des Senats im Stadttheater Bremerhaven Reichsaußenminister Gustav Stresemann (DVP) eine Ansprache zum 100-jährigen Bestehen von Bremerhaven.
- 1928, am 18. Juni, bereiteten begeisterte Bürger den Ozeanfliegern Hermann Köhl, Günther von Hünefeld und James Fitzmaurice einen Empfang, nach dem sie mit dem Lloydschiff Columbus nach dem ersten Transatlantikflug in Ost-West-Richtung in Bremerhaven eintrafen.
- 1934, am 14. Dezember, besuchte Adolf Hitler Bremen, um an dem Stapellauf des 18.300 BRT großen Passagierdampfers Scharnhorst vom NDL auf der Werft Deschimag (AG Weser) teilzunehmen und dabei in Bremerhaven an der Columbuskaje das 49.746 BRT große Passagierschiff Europa von NDL und das Panzerschiff, die 11.550 ts große Admiral Scheer zu besichtigen. Er wurde dabei von Reichswehrminister Werner von Blomberg und Admiral Erich Raeder begleitet.
- 1935, am 4. Mai, nahm Hitler am Probelauf des Lloydschnelldampfers Scharnhorst. teil.
- 1950, am 11. März, besichtigte Bundespräsident Theodor Heuss im Rahmen eines Staatsbesuches im Land Bremen die Columbuskaje und den Fischereihafen.
- 1953, am 11./12. Juli, wurde der erste Bremerhavener Tag des Hochseefischers. gefeiert. Arbeitsminister Anton Storch (CDU) und Verkehrsminister Hans-Christoph Seebohm (DP) eröffneten die Feierlichkeiten.
- 1954, am 13. Februar, besuchte offiziell Bundeskanzler Konrad Adenauer (CDU) die Stadt.
- 1955, am 19. Juni, zeichnete Arbeitsminister Anton Storch beim Tag des Hochseefischers. verdiente Hochseefischer aus.
- 1958, am 1. Oktober, traf der amerikanische Sänger und „King of Rock ’n’ Roll“ Elvis Presley mit einem Truppentransporter an der Columbuskaje ein und wurde durch zigtausende Fans begeistert empfangen.
- 1960, am 14. September, nahm der Nobelpreisträger und Chemiker Adolf Butenandt die Ehrenbürgerschaft von Bremerhaven entgegen.
- 1966, am 24. August, besuchten König Bhumibol und Königin Sirikit von Thailand Bremerhaven.
- 1970, am 6. Juni, legte der Präsident des Senats Bürgermeister Hans Koschnick den Grundstein für das Deutsche Schiffahrtsmuseum.
- 1974, am 7. Juni, besuchte Bundespräsident Gustav Heinemann die Stadt.
- 1975, am 5. September, eröffnete Bundespräsident Walter Scheel das nach Plänen von Hans Scharoun gebaute Deutsche Schifffahrtsmuseum.
- 1977, am 11. Januar, hielt Altbürgermeister und Ehrenbürger Wilhelm Kaisen (SPD) zum 150-jährigen Bestehen des Stadttheaters die Festrede.
- 1978, am 25. Mai, besuchten die Königin des Vereinigten Königreichs Elisabeth II. und Prinz Philip Bremerhaven.
- 1980, am 7. Februar, besuchte Bundespräsident Karl Carstens Bremerhaven.
- 1983, am 25. August, besuchte Bundespräsident Carstens die an der Kaje liegende 37.049 BRZ große Europa der Reederei Hapag-Lloyd Kreuzfahrten.
- 1983, am 9. September, nahm Altbundeskanzler Helmut Schmidt (SPD) die Ehrenbürgerwürde von Bremerhaven entgegen.
- 1986, vom 24. bis 27. Juli, fand die Sail 1986 statt, bei der Bundespräsident Richard von Weizsäcker Schirmherr war.
- 1995, am 26. Juli, war Bundespräsident Roman Herzog als Schirmherr der Sail 1995 in Bremerhaven. Ihn begleiteten der Generalinspekteur der Bundeswehr, General Klaus Naumann und der Inspekteur der Marine, Vizeadmiral Hans-Rudolf Boehmer.
- 1999, am 13. Juli, besichtigte Bundespräsident Johannes Rau den Container-Terminal Bremerhaven. Er sprach im Sozialzentrum Finkenstraße mit Bewohnern des Stadtteils Grünhöfe.
- 2000, am 31. Mai, eröffnete Bundespräsident Johannes Rau den Erweiterungsbau des Deutschen Schiffahrtsmuseums in Bremerhaven.
- 2000, am 3. September, war Bundeskanzler Gerhard Schröder (SPD) als Schirmherr der Sail 1995 in Bremerhaven an Bord der Fregatte Schleswig-Holstein.
- 2007, am 10. September, besichtigte Bundespräsident Horst Köhler in Bremerhaven den Technologiepark t.i.m.e. Port II, das Alfred-Wegener-Institut, das Schaufenster Fischereihafen sowie den Container-Terminal.

## Einwohnerentwicklung
1827 hatte Bremerhaven 19 Einwohner. Die Bevölkerungszahl stieg bis 1871 über 10.000 und verdoppelte sich bis 1900 auf rund 20.000. 1939 wurde Bremerhaven mit 26.790 Einwohnern und Wesermünde mit 86.041 Einwohnern zur neuen Großstadt Wesermünde mit 113.000 Einwohnern.
1968 erreichte die Einwohnerzahl mit 148.931 ihren Höchststand. Seitdem nahm die Bevölkerung kontinuierlich ab. Ende Juni 2010 lebten 114.001 Menschen in Bremerhaven.

## Eingemeindungen
| Jahr | Bremerhaven                                                        | Lehe                                                                      | Geestemünde                                                               |
| ---- | ------------------------------------------------------------------ | ------------------------------------------------------------------------- | ------------------------------------------------------------------------- |
| 1275 |                                                                    | erste urkundliche Erwähnung Lehes                                         |                                                                           |
| 1827 | Gründung Bremerhavens                                              | Lehe                                                                      |                                                                           |
| 1845 | Bremerhaven                                                        | Lehe                                                                      | Gründung Geestemündes                                                     |
| 1889 | Bremerhaven                                                        | Lehe                                                                      | Eingliederung von Geestendorf (1139)                                      |
| 1913 | Bremerhaven                                                        | Lehe                                                                      | Geestemünde wird kreisfreie Stadt                                         |
| 1920 | Bremerhaven                                                        | Lehe wird kreisfreie Stadt                                                | Eingliederung von Wulsdorf (1139)                                         |
| 1924 | Bremerhaven                                                        | Zusammenschluss von Lehe und Geestemünde zur kreisfreien Stadt Wesermünde | Zusammenschluss von Lehe und Geestemünde zur kreisfreien Stadt Wesermünde |
| 1927 | Bremerhaven                                                        | Eingliederung von Weddewarden, Schiffdorferdamm und Speckenbüttel         | Eingliederung von Weddewarden, Schiffdorferdamm und Speckenbüttel         |
| 1938 | Ausgliederung des Überseehafengebietes in die Stadt Bremen         | Wesermünde                                                                | Wesermünde                                                                |
| 1939 | Vereinigung zur Stadt Wesermünde ohne Überseehafengebiet           | Vereinigung zur Stadt Wesermünde ohne Überseehafengebiet                  | Vereinigung zur Stadt Wesermünde ohne Überseehafengebiet                  |
| 1947 | Eingliederung in das Land Bremen und Umbenennung in Bremerhaven    | Eingliederung in das Land Bremen und Umbenennung in Bremerhaven           | Eingliederung in das Land Bremen und Umbenennung in Bremerhaven           |
| 2010 | Eingliederung der Luneplate und Grenzbegradigung mit Niedersachsen | Eingliederung der Luneplate und Grenzbegradigung mit Niedersachsen        | Eingliederung der Luneplate und Grenzbegradigung mit Niedersachsen        |

## Persönlichkeiten

### Stadtoberhäupter von Bremerhaven
Je nach Größe gab es in den Unterweserorten Geestendorf, Lehe, Geestemünde, Wulsdorf, Wesermünde und Bremerhaven Gemeindevorsteher, Bürgermeister oder Oberbürgermeister.

### Bremerhavener Senatoren
Erster aus Bremerhaven stammender Senator im Bremer Senat war der Gewerkschaftssekretär August Stampe (SPD). In der Liste sind die im Senat der Freien Hansestadt Bremen aus Bremerhaven kommenden und von Bremerhaven nominierte Senatoren aufgeführt (Name, Partei, Ressort, Zeitdauer):
zeitliche Reihenfolge
- August Stampe, SPD, Bauwesen, 1919–1920
- Gerhard van Heukelum, SPD, Arbeit und Wohlfahrt, 1948–1959
- Karl Eggers SPD, Wirtschaft, 1958–1970
- Oskar Schulz, SPD, Wirtschaft und Außenhandel sowie Finanzen, 1970–1975
- Karl Willms, SPD, Bundesangelegenheiten sowie Wirtschaft, Arbeit und Außenhandel, 1971–1983
- Dieter Tiedemann, SPD, Wirtschaft und Außenhandel, 1975–1979
- Horst von Hassel, SPD, Bildung, 1979–1983
- Werner Lenz SPD, Wirtschaft und Außenhandel, 1983–1987
- Uwe Beckmeyer, SPD, Wirtschaft, Technologie und Außenhandel sowie Bundesangelegenheiten, Arbeit, 1987–1999
- Hilde Adolf, SPD, Arbeit, Frauen, Gesundheit, Jugend und Soziales, 1999–2002
- Ulrich Nußbaum, parteilos, Finanzen, 2003–2007
- Ralf Nagel, SPD, Wirtschaft und Häfen, Justiz und Verfassung, 2007–2010
- Martin Günthner, SPD, Wirtschaft, Arbeit und Häfen sowie Justiz und Verfassung, 2010–2019
- Claudia Schilling, SPD, Justiz und Verfassung sowie Wissenschaft und Häfen sowie Arbeit, Soziales, Jugend und Integration, seit 2019

### Bundestagsabgeordnete für Bremerhaven
Die Wahlen zum Bundestag erfolgen heute im Bundestagswahlkreis Bremen II – Bremerhaven (Wahlkreis 56), zuvor von 1965 bis 1998 im Wahlkreis 52 und 2005 im Wahlkreis 55.
Seit 1949 kamen alle direkt gewählten Vertreter aus diesen Wahlkreisen von der SPD.
- 1949: Bernhard Lohmüller (SPD), Direktwahl
- 1953: Philipp Wehr (SPD), Direktwahl mit 39,2 % der Stimmen
- 1953: Herbert Schneider, Landesliste Deutsche Partei
- 1957: Philipp Wehr (SPD) († 1960), Direktwahl mit 46,5 % der Stimmen
- 1957: Herbert Schneider (DP), Landesliste Deutsche Partei
- 1960: Emil Theil (SPD) für Philipp Wehr nachgerückt
- 1961: Werner Lenz (SPD), Direktwahl mit 50,6 % der Stimmen
- 1965: Harry Tallert (SPD), Direktwahl mit 51,3 % der Stimmen
- 1969: Harry Tallert (SPD), Direktwahl mit 54,3 % der Stimmen
- 1972: Horst Grunenberg (SPD), Direktwahl mit 62,6 % der Stimmen
- 1976: Horst Grunenberg (SPD), Direktwahl mit 56,3 % der Stimmen
- 1980: Horst Grunenberg (SPD), Direktwahl mit ? % der Stimmen
- 1983: Horst Grunenberg (SPD), Direktwahl mit 53,6 % der Stimmen
- 1987: Horst Grunenberg (SPD), Direktwahl mit ? % der Stimmen
- 1987: Manfred Richter (FDP), Landesliste der FDP
- 1990: Ilse Janz (SPD), Direktwahl mit 46,3 % der Stimmen
- 1990: Manfred Richter (FDP), Landesliste der FDP
- 1994: Ilse Janz (SPD), Direktwahl mit ? % der Stimmen
- 1998: Ilse Janz (SPD), Direktwahl mit ? % der Stimmen
- 2002: Uwe Beckmeyer (SPD), Direktwahl mit ? % der Stimmen
- 2005: Uwe Beckmeyer (SPD), Direktwahl mit 54,4 % der Stimmen
- 2009: Uwe Beckmeyer (SPD), Direktwahl mit 38,7 % der Stimmen

### Ehrenbürger
Seit 1885 haben Bremerhaven und seine Vorgängergemeinden Lehe, Geestemünde und Wesermünde 20 Personen die Ehrenbürgerschaft verliehen.

## Filme
- Bremerhavener berichten aus ihrem Leben: Zeitgeschichte in Interviews auf DVD